# Provincia de Tierra del Fuego, Antártida e Islas del Atlántico Sur

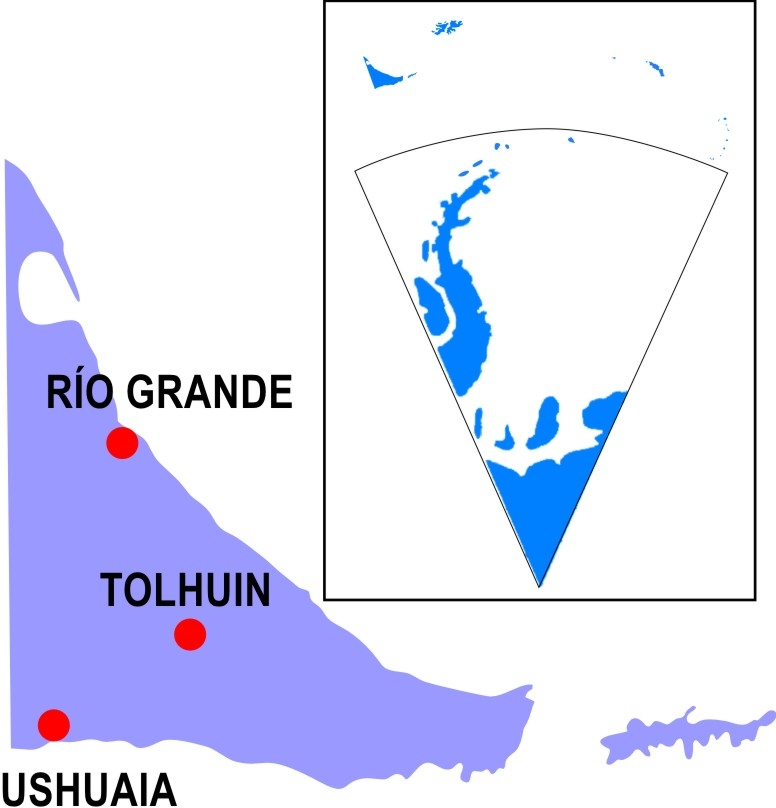
La provincia comprende el sector argentino de la isla Grande de Tierra del Fuego, la isla de los Estados, y los territorios en disputa de las islas Malvinas, Antártida Argentina, e islas del Atlántico Sur. Se muestran además las únicas tres ciudades (población superior a 2000 habitantes en Argentina) de la primera isla.

Tierra del Fuego, Antártida e Islas del Atlántico Sur, abreviado como Tierra del Fuego y en el texto de la Constitución provincial: Provincia de Tierra del Fuego, Antártida e Islas del Atlántico Sur, es una provincia bicontinental argentina, una de las veintitrés provincias que conforman la República Argentina. A su vez, es uno de los veinticuatro estados autogobernados o jurisdicciones de primer orden que conforman el país, y uno de los veinticuatro distritos electorales legislativos nacionales. Su capital es Ushuaia y su ciudad más poblada es Río Grande.
Está ubicada en la región patagónica, en el extremo sur de la Argentina, y ocupa un amplio territorio insular, marítimo y antártico, que se extiende desde la isla Grande de Tierra del Fuego al polo Sur, incluyendo la isla de los Estados, las islas Malvinas, las islas del Atlántico Sur, la península Antártica, formando un triángulo cuyos lados son los meridianos 74°O y 25°O y su vértice el polo Sur. En la porción americana, la provincia limita al norte con la provincia de Santa Cruz, al oeste con Chile y al sur del canal de Beagle, también con Chile. En la Antártida, la provincia también limita al oeste con Chile, aunque los límites no están establecidos. Con 1 003 281 km² es la jurisdicción de primer orden más extensa (incluidos los territorios en litigio) y con 185 732 habitantes en 2022, la menos poblada del país.
Con respecto a los territorios cuya soberanía se encuentra en disputa (islas Malvinas, islas Georgias del Sur, islas Sandwich del Sur, islas Orcadas del Sur, islas Shetland del Sur, Antártida Argentina), la ley de provincialización en su artículo 2 establece que corresponden al territorio de la provincia, pero «sujeta a los tratados con potencias extranjeras que celebre el gobierno federal, para cuya ratificación no será necesario consultar al gobierno provincial», norma que habilita la secesión de dichos territorios por la sola decisión del Estado nacional en el marco de las negociaciones sobre la soberanía con otras potencias.
Estaba organizada como territorio nacional hasta el 26 de abril de 1990, año en el que obtuvo la categoría de provincia a través de la sanción de la Ley Nacional N.º 23 775 del Congreso de la Nación Argentina.

## Toponimia

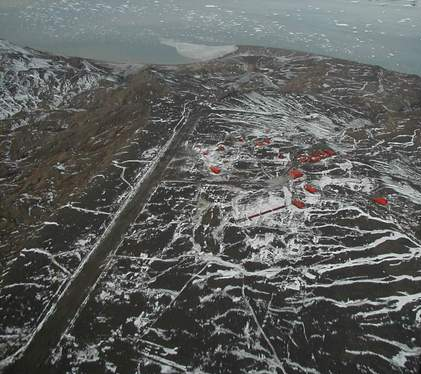
Base Marambio en la foto se destaca su aeropuerto.

- Tierra del Fuego: Fernando de Magallanes (1520) la nombró «Tierra de los fuegos» al ver desde su barco las fogatas de los onas o selk'nam.[16]
- Ushuaia: Nombre que deriva de las voces ushu (que significa ‘al fondo’) y uaia (‘caleta, bahía o puerto’), en idioma yámana, y significa ‘bahía que penetra hacia el oeste’.[17]
- Río Grande: Se debe al río Grande, a cuyas márgenes se asienta la ciudad. Este nombre comienza a usarse en 1889.
- Tolhuin: En idioma selk'nam significa ‘corazón’, y se encuentra en el corazón de la isla.
- Lago Escondido: Nombre dado por la cercanía al lago Escondido.

## Símbolos

### Bandera

Bandera de la Provincia de Tierra del Fuego, Antártida e Islas del Atlántico Sur.

La bandera provincial se adoptó el 9 de noviembre de 1999, y fue resultado de un concurso público realizado ese mismo año, en el cual se eligió el diseño realizado por la arquitecta Teresa Martínez bajo el seudónimo de “Albatros”. Se compone de tres franjas diagonales, una naranja, otra azul celeste y una franja blanca central, en forma de albatros volando libremente y en dirección ascendente, del sector naranja al sector azul celeste. La franja naranja, ubicada en el sector inferior izquierdo, simboliza al fuego incluido en el nombre provincial, que alude a la presencia indígena que pobló originariamente el territorio y es una representación estilizada del contorno del sector argentino de la isla Grande de Tierra del Fuego. La franja azul celeste, ubicada en el sector superior derecho, representa los espacios marítimos y aéreos que conectan a una provincia bicontinental, integrada por gran cantidad de islas, con el mismo color que utiliza la bandera nacional; esta franja contiene cinco estrellas de la Cruz del Sur, que simbolizan las islas Malvinas, las islas Orcadas del Sur, las islas Georgias del Sur, las islas Sandwich del Sur y la Antártida Argentina, incluidas en el territorio provincial y cuya soberanía reclama la Argentina.

### Escudo

Escudo de la provincia de Tierra del Fuego, Antártida e Islas del Atlántico Sur.

El escudo provincial fue aprobado en 1992, luego de un concurso público en el que se eligió el diseño de Rosana Giménez, bajo el seudónimo de «Klewel», palabra haush que significa «buena suerte». Al igual que la bandera tiene como figura dominante al albatros, a la manera de contorno protectorio, con los colores de la bandera nacional. En su centro contiene un óvalo rodeado de llamas rojas, simbolizando el fuego incluido en el nombre de la provincia y la presencia indígena originaria. El óvalo central incluye cuatro pingüinos, ave característica y simbólica de la región austral, detrás de los cuales puede verse el mar y dos montañas, una de ellas nevadas, de las que asoma la luz del sol.

### Logo
El logo oficial de la provincia es una bandera ondeando.

## Geografía física

### Ubicación
El territorio de la provincia está compuesto por la parte oriental de la isla Grande de Tierra del Fuego (IGTF), la isla de los Estados e islotes adyacentes a ambas. La isla Grande limita al norte con el estrecho de Magallanes, ruta de comunicación entre los océanos Atlántico y Pacífico y al sur con el canal Beagle. Los límites provinciales se extienden en el Sector Antártico Argentino e islas del Atlántico Sur, entre los meridianos 25°O y 74°O y el paralelo 50°S, formando parte del territorio provincial grandes extensiones marítimas sobre el Atlántico.

#### Superficie

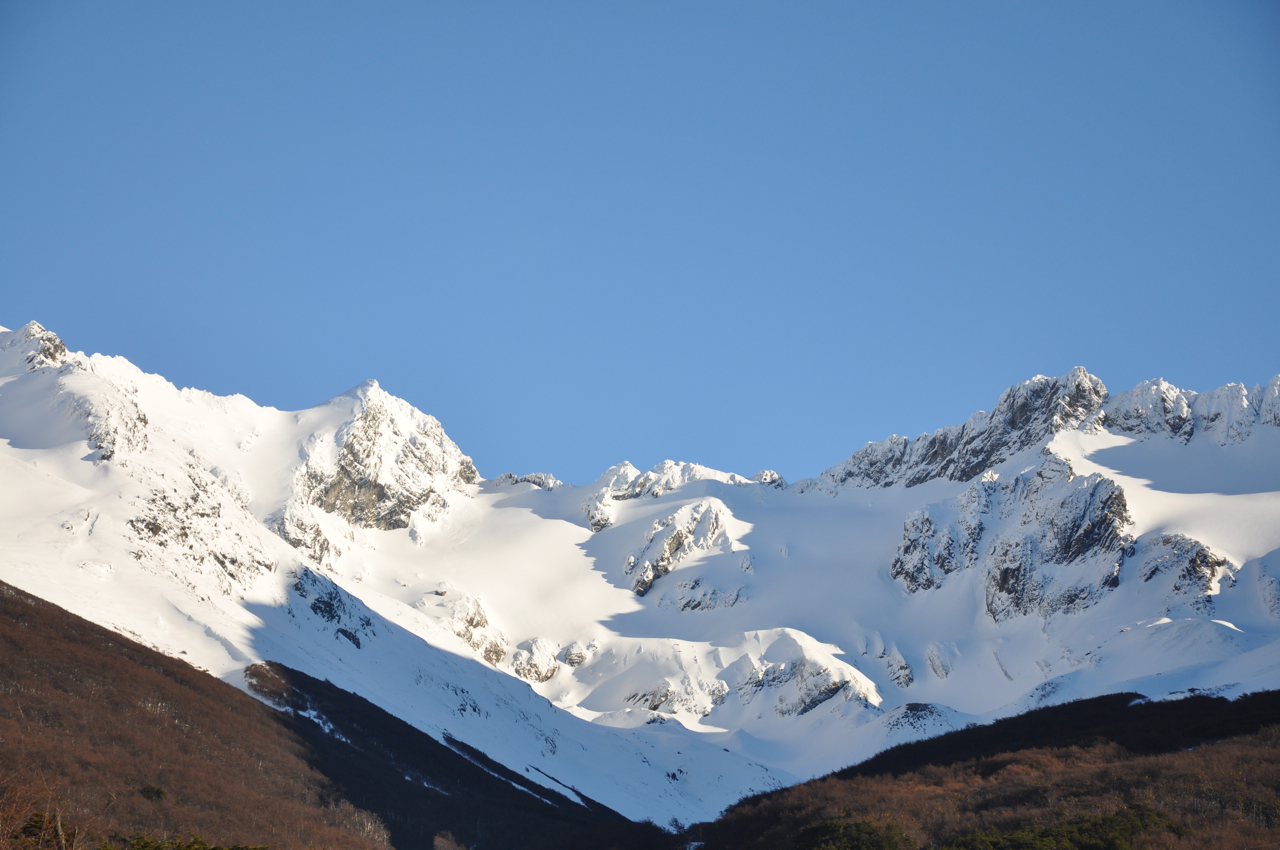
El Glaciar Martial sobre los Montes Martial en la Cordillera de los Andes.

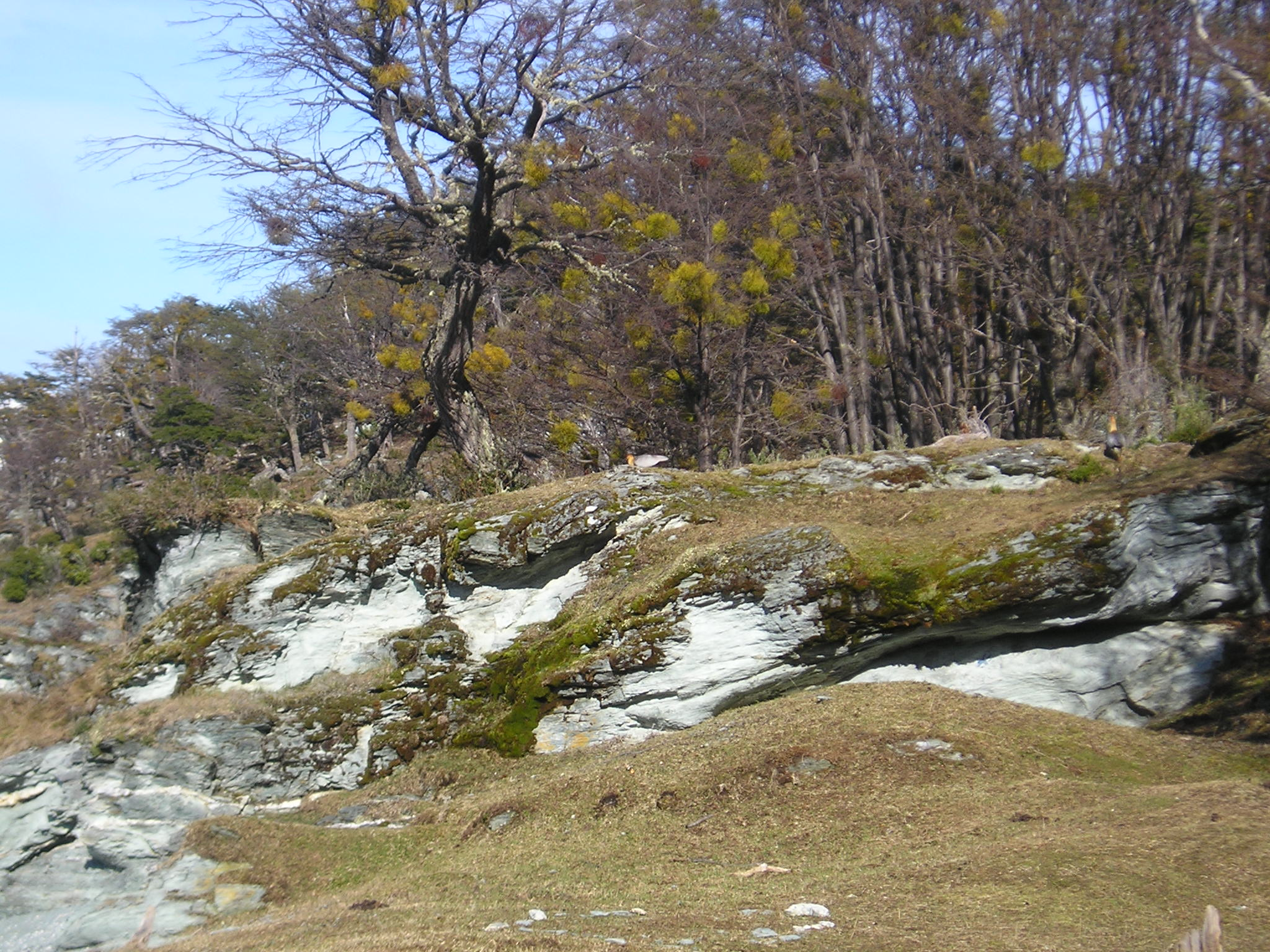
Paisaje cubierto por muérdago andino (Misodendrum punctulatum) y bosques de lenga, Isla Grande de Tierra del Fuego.

- Superficie sin incluir los territorios en disputa: 21 571 km²,[23] incluyendo únicamente el sector argentino de la isla Grande de Tierra del Fuego, la isla de los Estados y otras islas menores adyacentes.
- Superficie incluyendo los territorios en litigio y los reclamados: 1 002 445 km², se suma a la superficie anterior la de la Antártida Argentina y las islas del Atlántico Sur.

Las tierras y aguas reclamadas por Argentina en la Antártida comprenden el sector entre los meridianos 25° O y 74° O, el paralelo 60° S y el Polo Sur donde se encuentran también las islas Orcadas del Sur. Esta reclamación se superpone parcialmente con la de Chile (Territorio Chileno Antártico) y totalmente con la del Reino Unido (Territorio Antártico Británico), sin embargo, estas reclamaciones antárticas se encuentran afectadas por el Tratado Antártico que congeló las disputas de soberanía, impidiendo que se realicen otras o se amplíen las ya existentes. Las islas del Atlántico Sur comprenden a los archipiélagos de las Malvinas, Georgias del Sur (incluyendo a las rocas Aurora y Clerke) y Sandwich del Sur; se encuentran bajo administración británica, pero según la ONU su soberanía está en litigio con la Argentina.

#### Límites
Limita -su sector patagónico- al oeste y al sur con Chile, al norte y al este con el océano Atlántico, al sur con el Pacífico por el Canal Beagle y al sudeste con el Antártico. En cuanto a sus límites en la Antártida Argentina y las Antillas del Sur o islas del Atlántico Sur, véase los respectivos artículos.

La provincia de Tierra del Fuego, Antártida e Islas del Atlántico Sur comprende: la parte oriental de la isla Grande de Tierra del Fuego hasta el límite con la República de Chile, la isla de los Estados, las islas Año Nuevo, las islas Malvinas, la isla Beauchêne, las rocas Cormorán y Negra, las islas Georgias del Sur, las islas Sandwich del Sur, otras islas, islotes y rocas situados en aguas interiores y en el mar territorial generado a partir de dichos territorios de conformidad con lo previsto en la Ley 23.968, incluidas las islas, islotes y rocas situados al sur de la isla Grande de Tierra del Fuego hasta el límite con la República de Chile; los territorios situados en la Antártida Argentina comprendida entre los meridianos 25° Oeste y 74° Oeste y el paralelo 60° Sur, las islas, islotes y rocas situados entre los territorios que comprende la provincia de Tierra del Fuego, Antártida e Islas del Atlántico Sur.
Ley N.° 26552

#### Regionalización
La provincia integra la Región Patagónica, lo cual está explicitado en su Constitución. La región fue creada por el tratado firmado en la ciudad de Santa Rosa el 26 de junio de 1996. Sus fines están expresados en el artículo 2 del tratado:

La región tendrá como objetivo general proveer al desarrollo humano y al progreso económico y social, fortaleciendo las autonomías provinciales en la determinación de las políticas nacionales, en la disponibilidad de sus recursos y el acrecentamiento de su potencial productivo, conservando la existencia de beneficios diferenciales que sostengan el equilibrio regional.

### Hidrografía

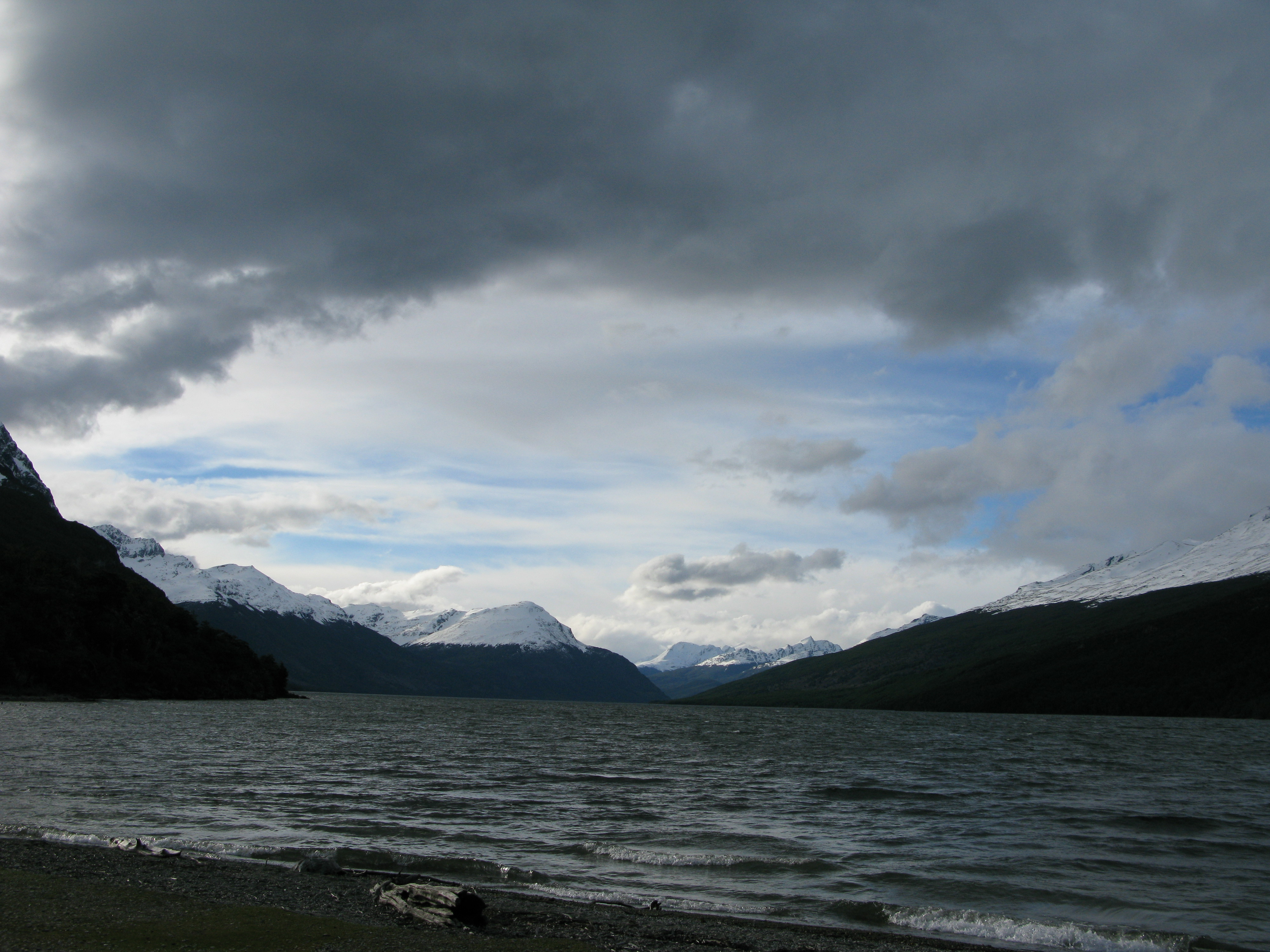
El Lago Acigami o Roca.

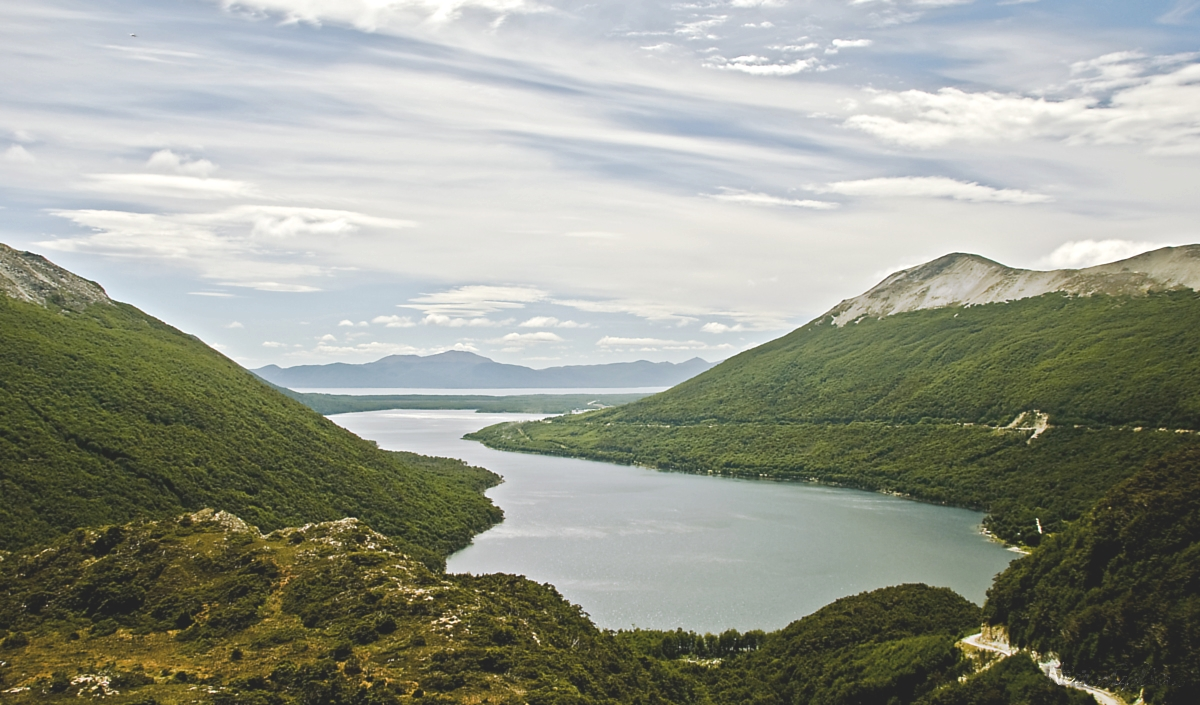
El Lago Escondido.

El más importante de sus ríos es el río Grande, de 240 km de longitud, de los cuales 100 km surcan el territorio argentino, y desemboca junto a la ciudad del mismo nombre. Hacia el norte se destaca el breve curso del río Cullen, y hacia el sur el río San Pablo, sobre la costa atlántica; en las cercanías de Ushuaia, el río Olivia, donde hay una planta de energía hidroeléctrica que abastecía a la ciudad, y los ríos Pipo y Lapataia. Otros ríos: Moneta, Ona, Lasifashaj, Fuego, Ewan, y otros desconocidos e inaccesibles por otro medio que no sea el marítimo.
Los cordones serranos están separados por valles y lagos glaciarios, como el lago Fagnano o Khami, el Escondido, y el Roca o Acigami. Al norte del primero de estos, en una zona de sierras más bajas, están también los lagos Yehuin y Chepelmut. Estos lagos son factores para bellos paisajes entornados por bosques y cordilleras siempre nevadas.
En muchas zonas existen densas turberas rodeadas de no menos denso bosque, los castores construyen embalses formando un gran número de pequeñas lagunas también en áreas forestales.

### Orografía
En el norte de la isla Grande de Tierra del Fuego se encuentran suaves colinas morrénicas que guardan testimonio de la glaciación cuartaria. En el litoral marino las costas son bajas y arenosas, las cuales se van elevando hacia el sur. La porción meridional de la isla se encuentra recorrida de este a oeste por la sección fueguina de la cordillera de los Andes. La mayor altura, según las obtenidas por foto-restitución por la Subsecretaría de Catastro de la Provincia de Tierra del Fuego, corresponde al cerro Vinciguerra (1499 m); aunque existe la duda de si el monte Cornú, sin restitución, pueda ser más elevado. Le sigue en altura el monte Alvear, con 1406 m (de acuerdo con datos de la misma subsecretaría). Las máximas elevaciones, sin embargo, se ubican en el sector antártico reclamado por la República Argentina (Ej.: el monte Chiriguano, de 3.660 m s. n. m.).

#### Sismicidad
La región responde a la falla Fagnano-Magallanes, un sistema regional de falla sismogénico, de orientación este-oeste que coincide con el límite transformante entre las placas Sudamericana (al norte) y Scotia (al sur), con sismicidad media; y su última expresión se produjo el 17 de diciembre de 1949 (75 años), a las 22.30 UTC-3, con una magnitud aproximadamente de 7,8 en la escala de Richter.

### Clima

Mapa climático de la Provincia de Tierra del Fuego según Köppen

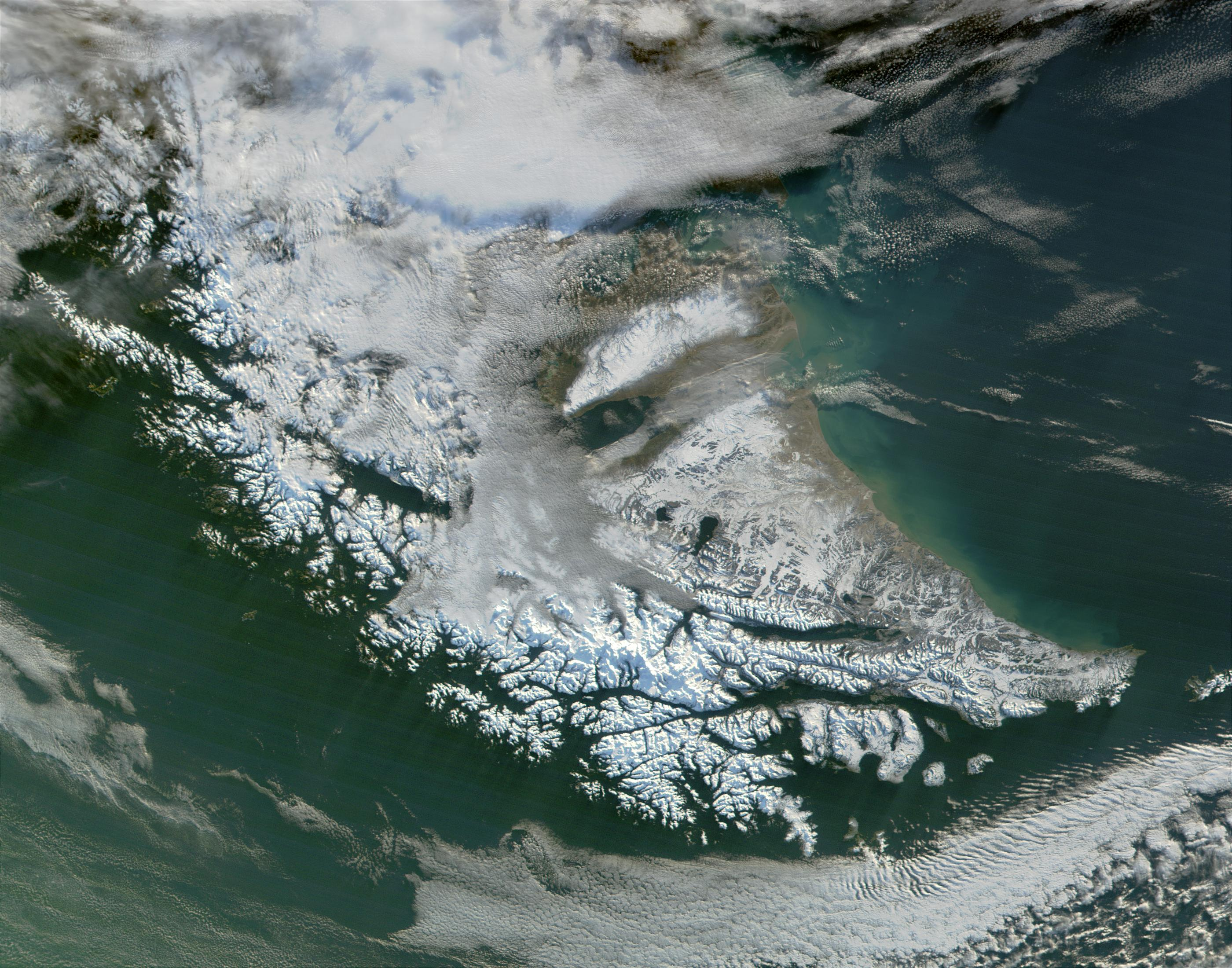
Imagen satelital de Tierra del Fuego durante el otoño.

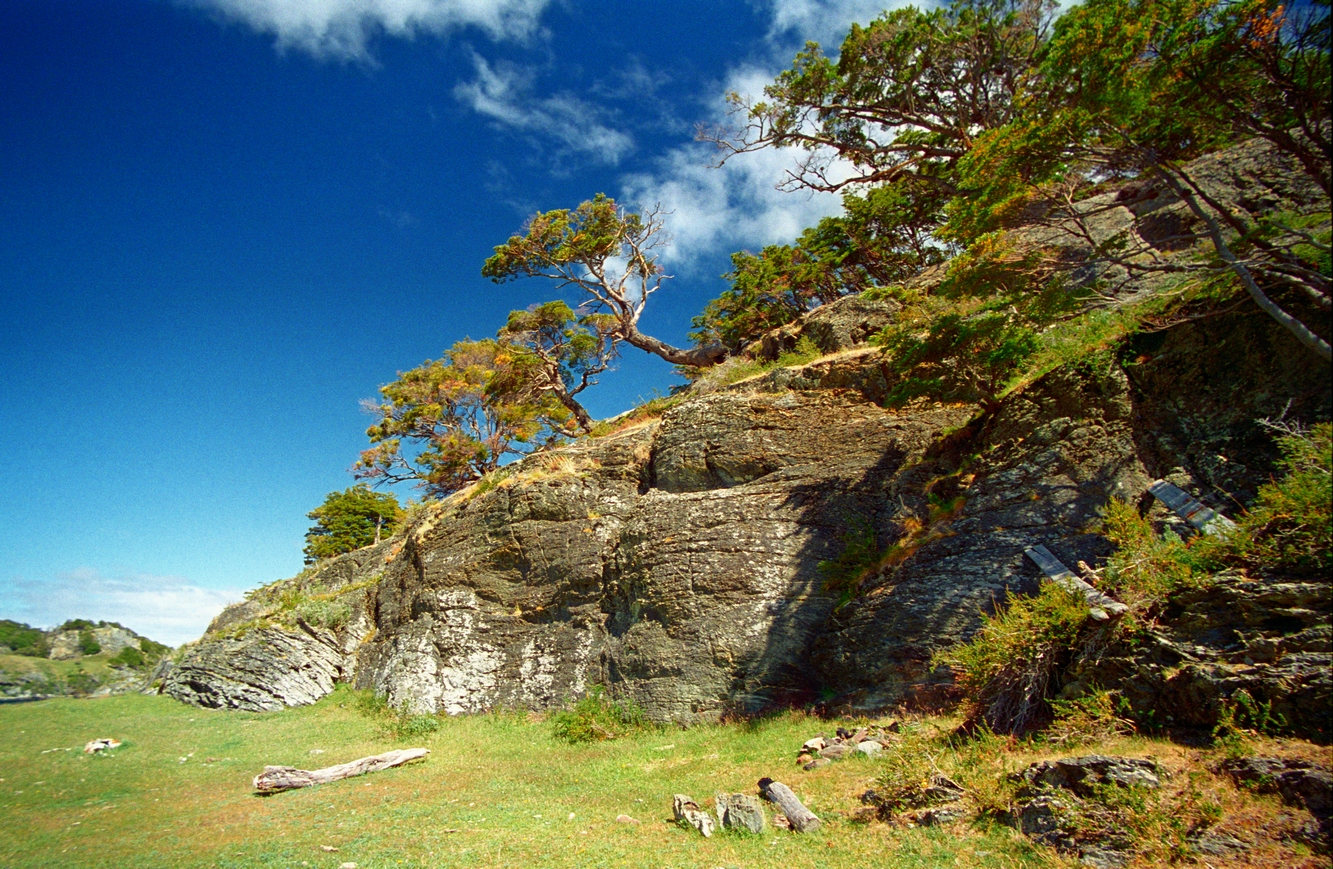
Vegetación en la Estancia Harberton.

Dadas las latitudes del territorio el clima es frío, aunque existen grandes variaciones determinadas por la altitud, el grado de continentalidad y la misma latitud. Cuanto más al sur el clima es más frío, llegando a un desierto nival en la Meseta del Polo Sur, sitio en el cual el porcentaje de humedad atmosférica es prácticamente el más bajo del planeta Tierra debido a que virtualmente toda el agua se encuentra en estado sólido. La zona más cálida se encuentra en el archipiélago de las Malvinas, seguida por la zona norte de la isla Grande de Tierra del Fuego. En esas zonas las rachas fuertes de viento, predominantemente del sector sur, y la alta humedad provocan una sensación térmica (que puede explicarse por el calor metabólico que una persona pierde), por lo general mucho menor a la temperatura registrada por los termómetros.
También dadas las latitudes de esta provincia, la heliofanía es muy baja, pero el índice de radiación ultravioleta es elevado, siendo de destacar las grandes variaciones de los períodos de luz solar según las estaciones. Por ejemplo, en la ciudad septentrional de Río Grande en julio (durante el invierno austral) solo se dan siete horas de luz solar, mientras que en esa misma ciudad en enero (es decir durante el verano austral) el número de horas con luz solar es de un poco más de diecisiete. A medida que se asciende de latitud tal variación de luz solar según las estaciones se hace aún más amplia: en el Polo Sur durante los casi seis meses de invierno es noche continua y los otros seis meses de verano polar son de prácticamente de un día continuo. Por otra parte, debido a las características del campo magnético terrestre en esas zonas, que produce una incurvación de los cinturones de Van Allen, las partículas de viento solar al entrar en la atmósfera provocan el meteoro llamado aurora polar que se intensifica cuando se incrementan las manchas solares.

## Ecología

### Fauna
El interior de la isla y sus costas presentan hábitat adecuados para numerosas especies de animales. Hay grandes colonias de pingüino de penacho amarillo, que representan el 26% de la población mundial de esta especie vulnerable y de pingüino de Magallanes. Hay colonias de petrel gigante del sur -especie vulnerable- y de cormorán de cuello negro. Otras especies que se encuentran en la zona son el carancho austral, la remolinera antártica y el cauquén costero.
Los mamíferos marinos que habitan el área son el lobo marino de dos pelos, el elefante marino del sur y el lobo marino de un pelo. Junto a las que se encuentran en las islas Malvinas, las loberías de lobo marino de dos pelos son las más importantes de la Argentina. Es hábitat del huillín y el chungungo, también llamados «gato de río», dos especies de nutrias en peligro de extinción.
Hay un único mamífero terrestre nativo y exclusivo de la zona, el ratón de los guindales; los demás son especies introducidas: la cabra, el ciervo colorado, el conejo europeo y las ratas negra y parda.
Terrestres
- autóctonos:guanacos, ñandú, en las estepas del norte de la isla, zorros colorados, roedores como el tuco-tuco y pequeños ratones de campo.
- introducidos: conejo, zorro gris, castor, rata almizclera, rata negra, rata parda, visón, peludo o armadillo, el ciervo colorado en la Isla de los Estados y el reno en el Archipiélago de las Georgias del Sur.

Avescóndor, pingüino, albatros, cormorán, gaviota, carpintero negro, petrel, paloma antártica, gaviotín, ostrero común, ostrero negro, playero, pato, macá, cauquén, bandurria, jote, águila, halcón, garza bruja y otras garzas, aguiluchos, chorlitos, gallaretas, gorriones, etc.
Marinoshuillines, nutrias marinas, lobos marinos, delfines (incluida la orca), toninas, ballenas y focas.

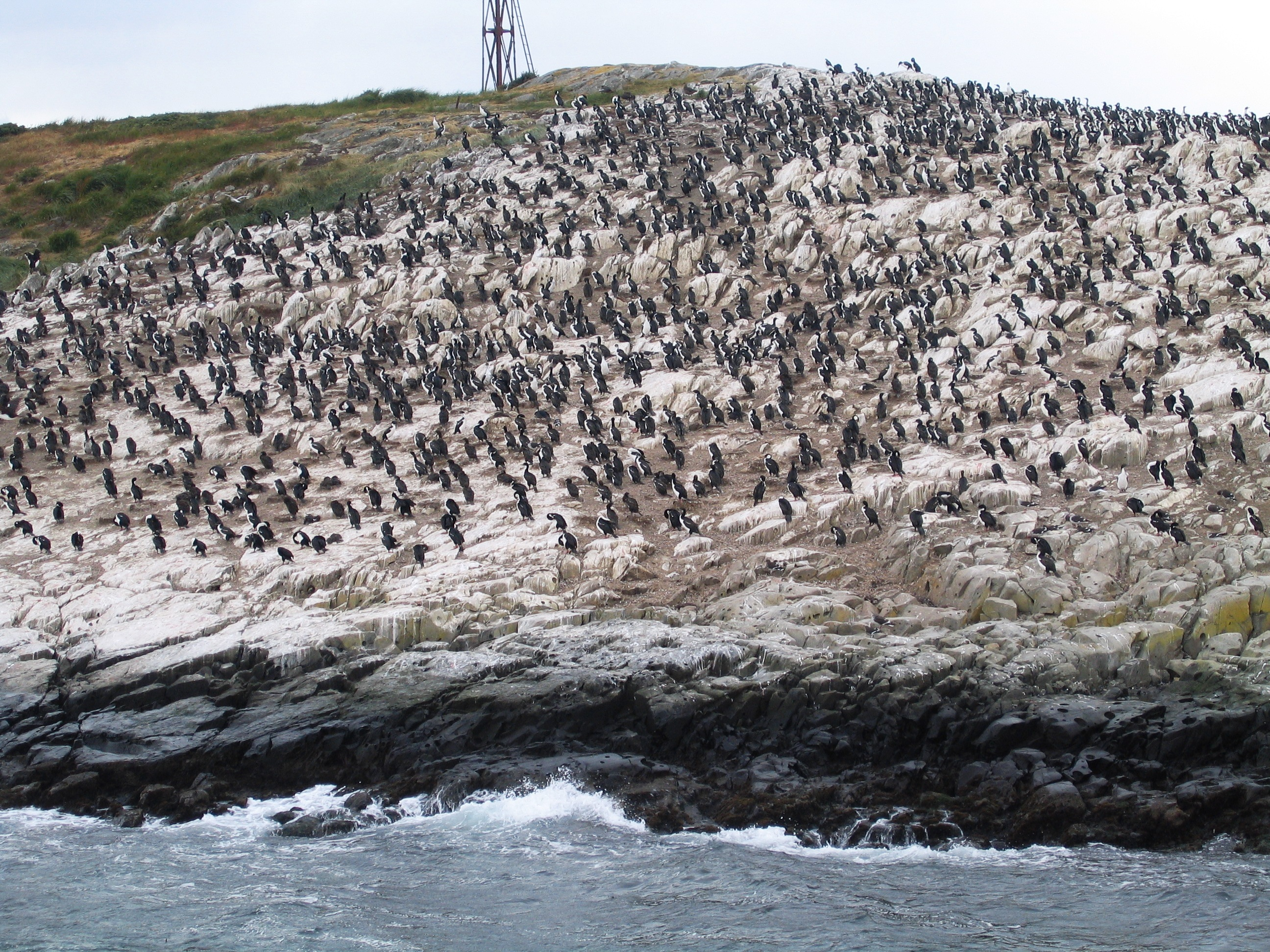
Colonia de cormoranes en el Canal Beagle
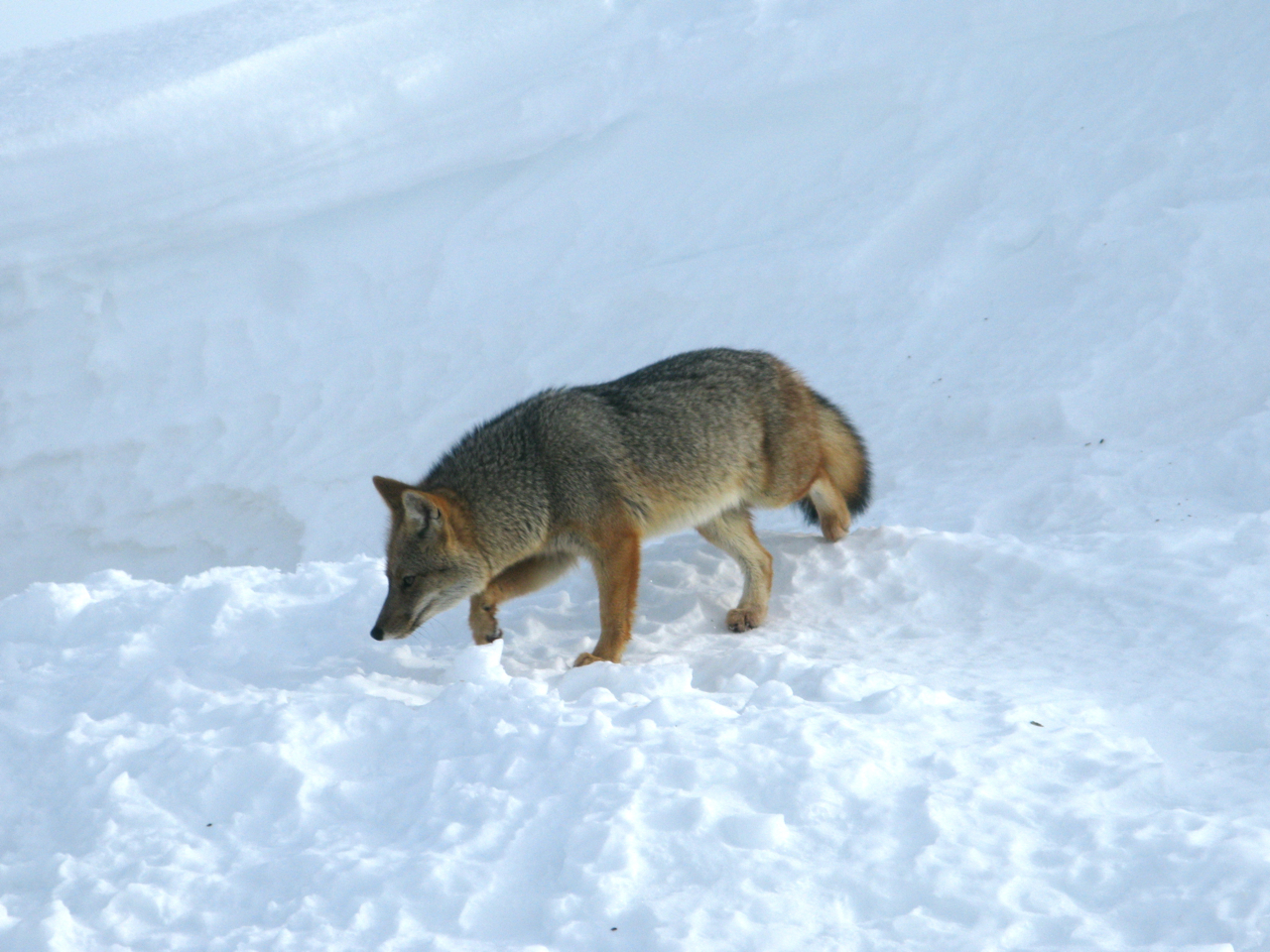
Zorro colorado fueguino
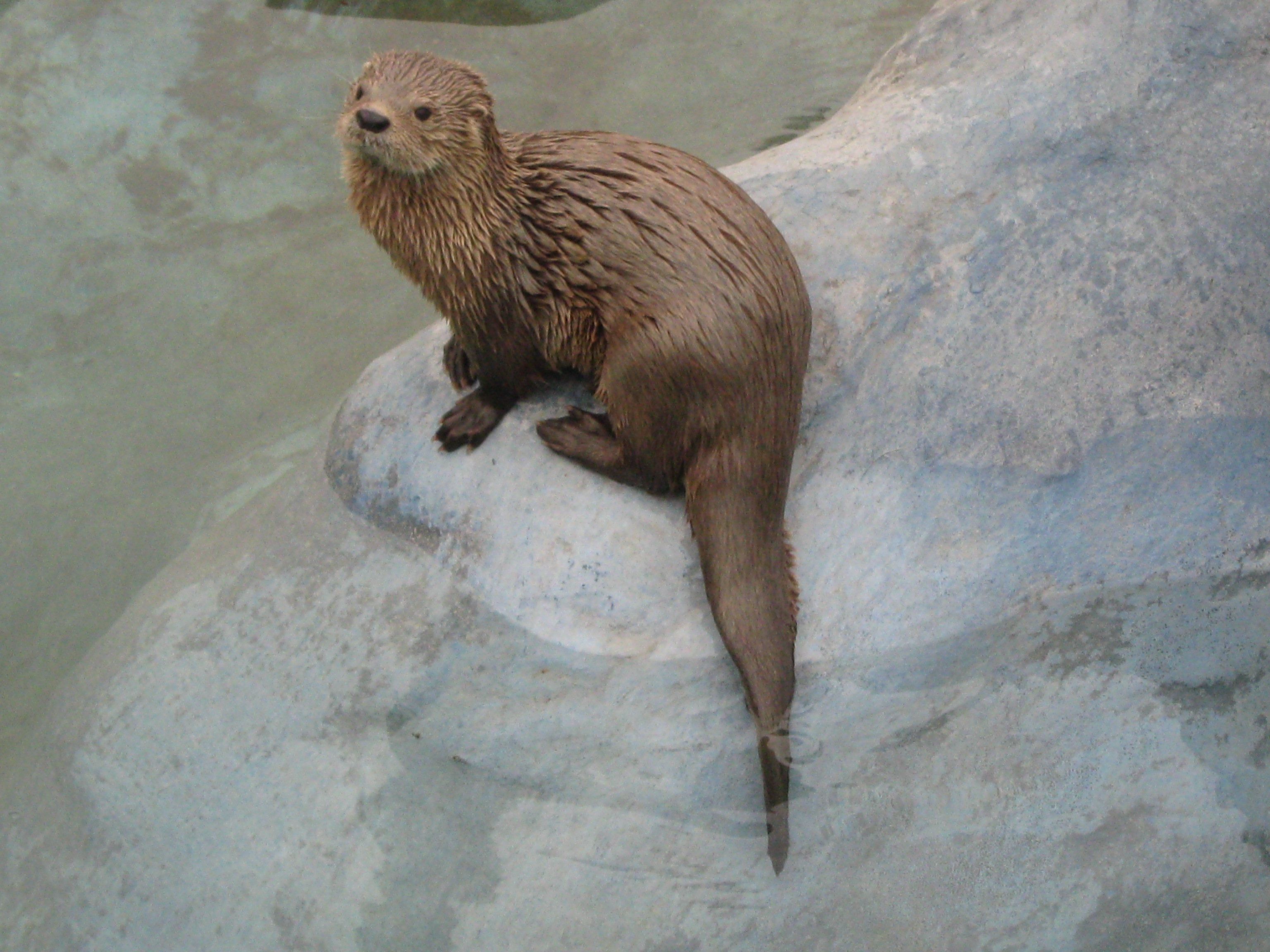
Chungungo

### Flora

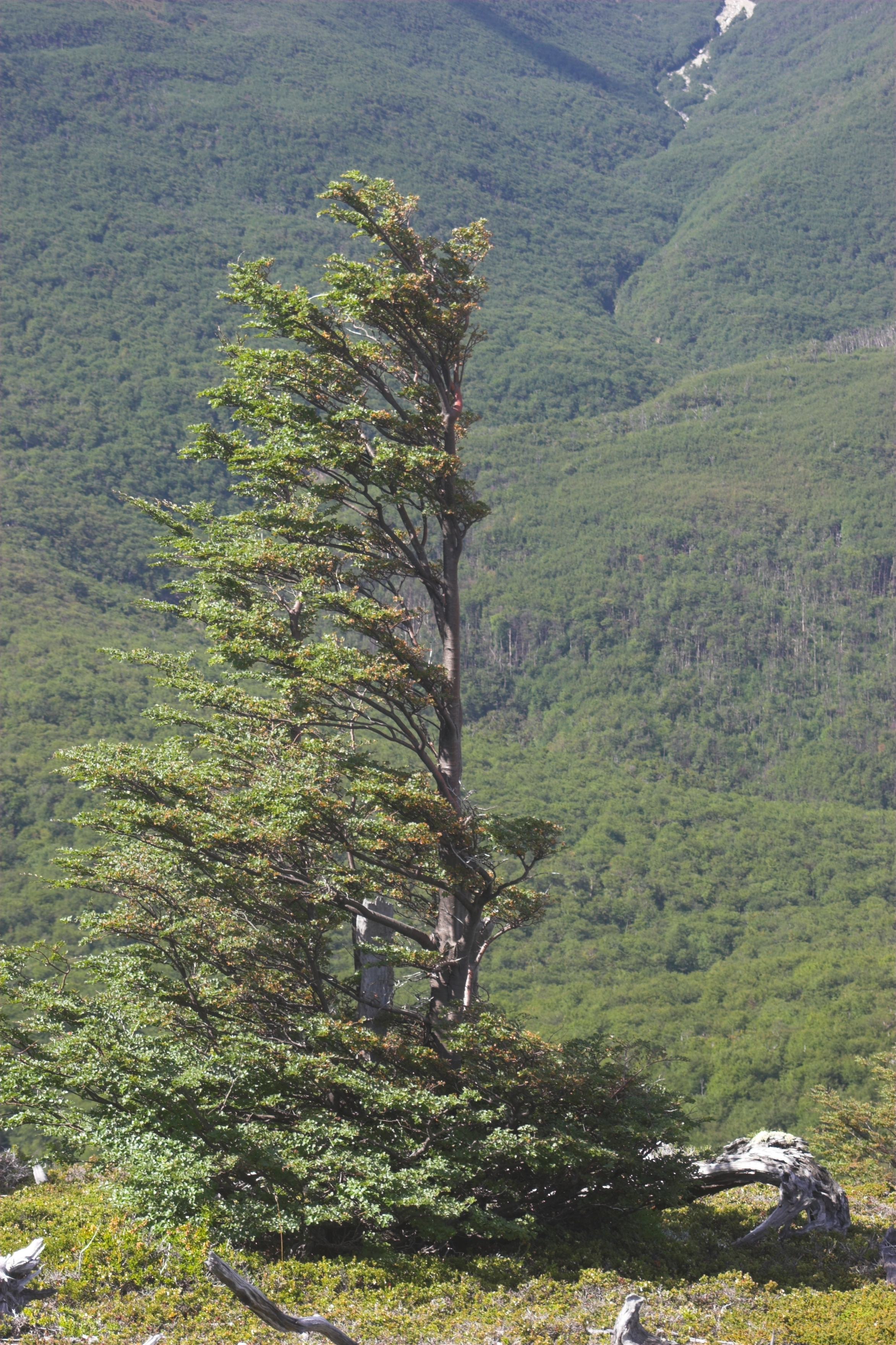
La acción de los vientos moldea los árboles zonales.

La isla Grande de Tierra del Fuego se encuentra diferenciada en dos biomas muy nítidos:
- Las llanuras septentrionales, que son semejantes a las zonas esteparias de la Patagonia Oriental Extraandina y a los paisajes de las islas Malvinas. Son estepas de gramíneas duras, tussok, con predominio de coirón. El clima frío y ventoso determina la ausencia de árboles, el desarrollo de arbustos y de extensas superficies herbáceas.
- Por contraste, la región precordillerana y andina del archipiélago fueguino (incluyendo a las islas de Año Nuevo y a la isla de los Estados) al ser perhúmeda es un bioma de densas forestas antiboreales (consideradas por su clima frío como bosques, y por la presencia de un denso sotobosque, como selvas), en las cuales predominan la lenga, ñire, coihue, canelo, y el leña dura, o especies alóctonas como los abetos y arces. Durante el otoño y gran parte del verano la zona boscosa de Tierra del Fuego se cubre de un follaje en el cual predominan colores rojos y naranjas.

Bajo los árboles prospera un denso sotobosque de calafates, michay, notro, chaura, brezos, musgos, setas u hongos como el comestible llamado pan de indio, líquenes como el barba de viejo.
En la región andina del archipiélago fueguino, el clima frío además favorece el desarrollo de tundras.

### Zonas protegidas
Áreas protegidas.
- Reserva Isla de los Estados - art.54 de la Constitución provincial. Ley provincial n.º469/91.[33]
- Parque nacional Tierra del Fuego - Ley nacional n.º15564/60.
- Playa Larga - Ushuaia: Reserva natural-cultural.[34]
- Reserva Costa Atlántica de Tierra del Fuego, en el departamento Río Grande: Reserva costera natural.[35]
- Reserva Corazón de la Isla - Tolhuin: "Reserva provincial de uso múltiple" y "Reserva recreativa natural".[36]
- Reserva Laguna Negra - Tolhuin: "Reserva provincial de uso múltiple".[37]
- Reserva Río Valdez: "Reserva provincial de uso múltiple".[38]
- Reserva Natural Valle Tierra Mayor - Decreto n.º 2256/94.
- Glaciar Martial - Ley territorial n.º434/90.[39]
- Reserva Laguna del Diablo - Ley territorial n.º487/91.[40]

## Historia

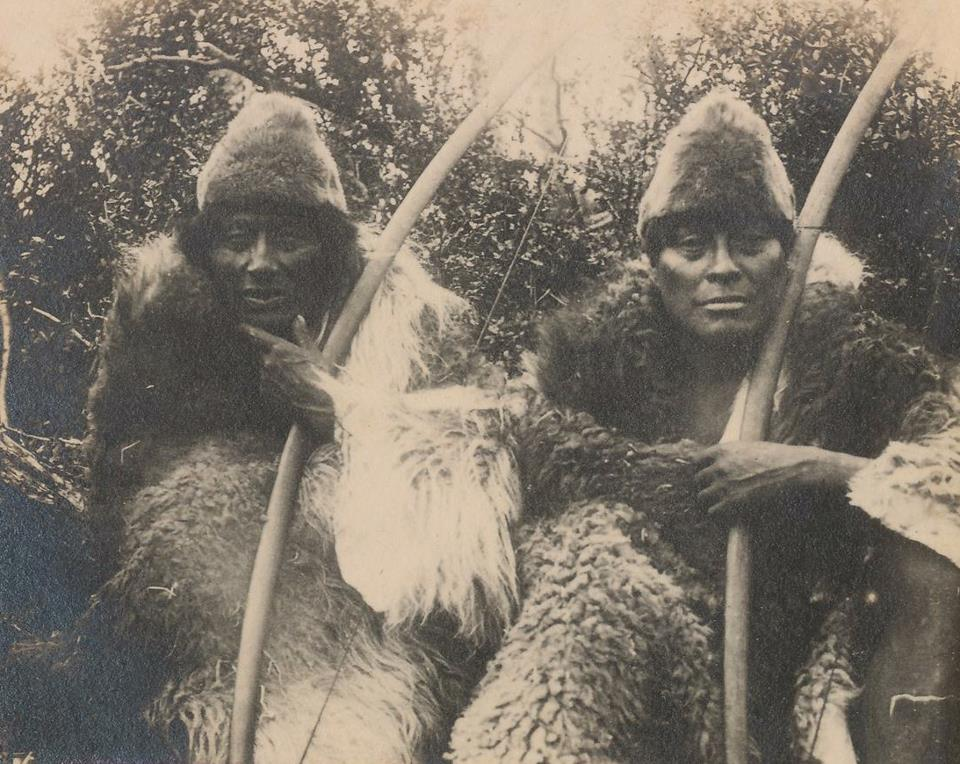
Indígenas de la extinta población selk'nam o shelknam en Ushuaia, hacia 1890. Este pueblo comúnmente llamado "ona" era invasor, de origen patagónico, y entraba en contacto, en los territorios más sureños, con los yámana o yaghan o yaganes y los (mezclados con ellos) haush o manneken.

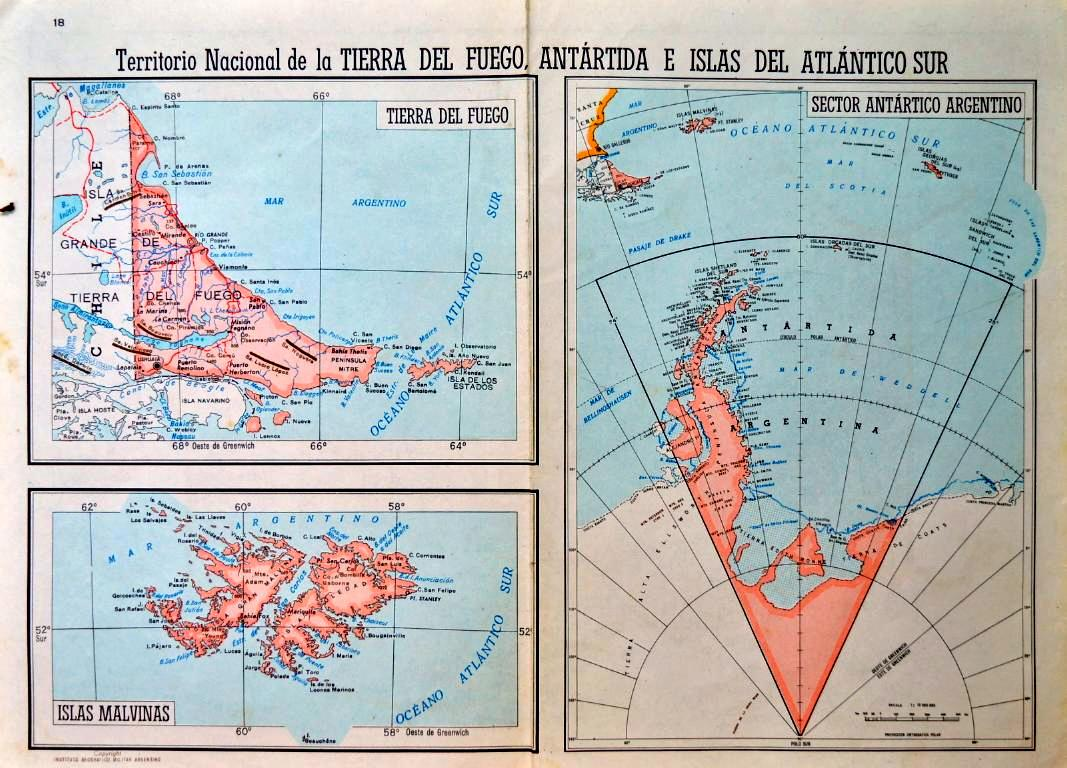
Mapa elaborado por el Instituto Geográfico Militar del Ejército Argentino 1962 del entonces territorio nacional y que reivindica las islas al sur del canal de Beagle.

La Isla Grande de Tierra del Fuego fue poblada mucho antes de la llegada de los europeos en el siglo XVI por los yámana o yaghan, y también por los kaweskar, mal llamados por los invasores selknam "alacalufes" (comedores de choros, significando "choro" a bivalvos). Entre fines de los siglos XV y XVI, la mayor parte de la zona llana de la isla fue ocupada por un conjunto de patagones llamados selk'nam, más conocidos como onas. En el extremo sudeste de la isla la mezcla de selk'nam y mujeres de origen yámana fue originaria de la pequeña población de aush o ausch o manneken.
Llama mucho la atención que estos pueblos humanos pudieran sobrevivir a climas tan inclementes, en la mayor parte del año gélidos y en veranos húmedos. A pesar de los climas extremos, vestían con abrigos muy rudimentarios como la cobertura con un pellejo de guanaco, aunque tenían especial cuidado en que con pieles se cubrieran la cabeza con una especie de bonete bien abrigado, y al igual que los patagones, con abrigados calzados de piel.
Los yámana o yaghan solían vivir gran parte de su existencia en canoas realizadas con un solo tronco ahuecado mediante tallado y quemado. En esas canoas ha llamado la atención que pudieran nadar en aguas casi heladas y que casi siempre llevaran para calentarse las ardientes brasas de un fogón y se alimentaran de la abundante pesca, de focas y especialmente de ballenas encalladas en las costas. El idioma de los yámana o yagán es curioso por su enorme cantidad de vocablos, en algunos casos muy complejos, como, por ejemplo, la palabra mamihlapinatapai, pero también en su vocabulario llama la atención la falta de una palabra equivalente a abuelo, lo que ha sugerido que los miembros de estos pueblos tenían una vida que no superaba los 40 años.
Varios exploradores argentinos exploraron el territorio durante el siglo XIX. El más conocido es Luis Piedrabuena, quien exploró las costas atlánticas de toda la Patagonia Sur a partir de los años 1850, entrando en buenas relaciones con los jefes patagones María la Grande y el cacique Casimiro Biguá de estirpes aonikenk, de los cuales los selknam u onas eran el desprendimiento más austral. Aún antes, en 1829, el francés naturalizado argentino Luis Vernet les conocía y tenía buenos tratos con ellos desde la Comandancia Militar de las Islas Malvinas que extendía su jurisdicción hacia todas las islas del Atlántico Sur e incluso, se supone, hasta todo territorio que llega al Polo Sur. Además, estableció la pequeña localidad argentina de San Juan de Salvamento en la isla de Los Estados. Con los datos recogidos es que Roberto Payró pudo editar en 1890 su minuciosa novela documental llamada La Australia Argentina. Casi al mismo tiempo el anglicano Thomas Bridges y su familia favorecieron la sedentarización de los indígenas fueguinos en Ushuaia. Bridges al principio parecía un agente inglés, si bien concluyó por reconocer la soberanía argentina; también paralelamente el sacerdote católico salesiano José Fagnano, nacido en Italia, consolidó con sus misiones lugares que serían importantes ciudades como Río Grande. Por otra parte, el controvertido Julio Popper se destacó por la búsqueda de oro en la región a fines del siglo XIX.
Con el tratado de 1881 y el protocolo de 1893 se estableció el límite internacional en la isla Grande de Tierra del Fuego.
Aunque la actividad de los Bridges y de los misioneros salesianos parece haber tenido los motivos más altruistas, como el de difundir la civilización entre los indígenas, que aún guerreaban entre sus distintas naciones, y las ventajas de los descubrimientos recientes, ocurrió una catástrofe demográfica entre los indígenas fueguinos, ya que al ser reunidos en dos sitios puntuales de la isla como Ushuaia y Río Grande fueron diezmados por enfermedades, ante las cuales carecían de defensas inmunitarias.
A principios de siglo XX Ushuaia se hizo célebre como sitio de destierro y como sitio penal, con la Cárcel de Ushuaia, a donde eran enviados presos comunes y políticos procedentes de casi todo el país o inmigrantes. La cárcel de Ushuaia fue cerrada recién a fines de los 1950. También a inicios de siglo XX comenzó la instalación argentina de la Antártida al establecerse definitivamente la base Orcadas en el año 1904, y al crearse la Compañía Argentina de Pesca con sede en Grytviken. En los 1970 se decidió hacer en la isla de Tierra del Fuego un polo industrial básicamente a partir del montaje de productos electrónicos y electrodomésticos con exenciones impositivas, lo cual permitió multiplicar varias veces la población, con gente procedente de prácticamente toda Argentina. También desde esa época se reforzó notablemente la economía al transformarse en un centro de atracción turística mundial.
En 1991, después del proceso de autonomía iniciado el año anterior, se la proclama oficialmente como provincia, siendo el último territorio nacional argentino provincializado, y convirtiéndose de esta forma en la provincia más joven de Argentina.

## Demografía

Pirámide de población de Tierra del Fuego, según el Censo de 2022.

Tierra del Fuego, Antártida e Islas del Atlántico Sur es aún la provincia con menos población de Argentina. Hacia el censo de 2001 con el índice de masculinidad más alto de todas las provincias argentinas, sólo contando su parte continental, con 104,7 hombres por cada 100 mujeres. En el censo de 2022, quedó en el primer lugar con un índice de 99. Aunque hubo mayor cantidad de mujeres que de hombres. 
Su población está altamente alfabetizada, con un porcentaje del 99,7%.
La provincia tuvo la segunda mayor tasa de crecimiento medio anual de la Argentina entre los censos 2001 y 2010, con el 26,0%, detrás de la provincia de Santa Cruz.
La densidad de población de la provincia, incluyendo la superficie de las islas Malvinas, Georgias del Sur, Sandwich del Sur, Rocas Aurora, Orcadas del Sur y Sector Antártico, sería de 0,19 hab/km². Si se considera sólo la isla Grande de Tierra del Fuego (los departamentos Ushuaia, Tolhuin y Río Grande) la densidad es de 8,6 hab/km².
En la isla Grande de Tierra del Fuego:
Casi toda su población se concentra en las dos ciudades más grandes de la provincia, que son:
- Río Grande (con 99 241 habitantes en 2022,[41] la más grande de toda la isla Grande de Tierra del Fuego), y
- Ushuaia, capital provincial (con 80 371 habitantes en 2022).[41]

- Tolhuin, es la tercera ciudad (6 039 habitantes en 2022). Tolhuin, desde sus inicios, tiene un crecimiento poblacional exponencial, único en Argentina. Es tan importante su crecimiento y características poblacionales que fue elegido como sitio de ensayo experimental del censo poblacional de 2010.
- San Sebastián: de no más de 100 habitantes, en la ruta 3 al norte de Río Grande, cerca de la bahía del mismo nombre.
- Lago Escondido: con 129 hab. En las proximidades de Tolhuin, a las orillas del lago homónimo.
- Puerto Almanza: el poblado más austral de la Argentina (contraparte de El Angosto, en Jujuy), sin contar bases antárticas permanentes y poblados en las islas Georgias. Tiene aproximadamente 100 hab. y se accede por la exruta complementaria "J".
- Sarmiento: al norte del Lago Fagnano, con unos 50 habitantes.
- Otras localidades y parajes, como estancias australes.

En su sector insular del Mar de Scotia:
- Grytviken: la mayor de las poblaciones de la isla San Pedro. Fue un importante puerto ballenero.
- Stromness: otra población y puerto pesquero de la isla ya mencionada.
- Puerto Leith: antiguo puerto ballenero.

En las islas Malvinas:
- Puerto Argentino, la principal localidad malvinense, contaba con 2.121 habitantes en 2012, concentrando el 75% de la población del archipiélago.

El resto de la población se reparte en el área denominada Camp, que posee asentamientos como Pradera del Ganso, Puerto Darwin, Puerto Soledad y Puerto Mitre. La población humana en las islas Georgias del Sur y Sandwich del Sur no es estable. Debido a que dichos archipiélagos se encuentran ocupados por el Reino Unido, las autoridades argentinas se ven impedidas de llevar a cabo los censos allí. Los datos censales existentes corresponden a los registros llevados a cabo por las autoridades británicas de las Malvinas.
En 2014 se publicó un estudio del Conicet en el que se ubicaba a Ushuaia en el 3.er lugar en un ranking de las ciudades con mejor calidad de vida del país.

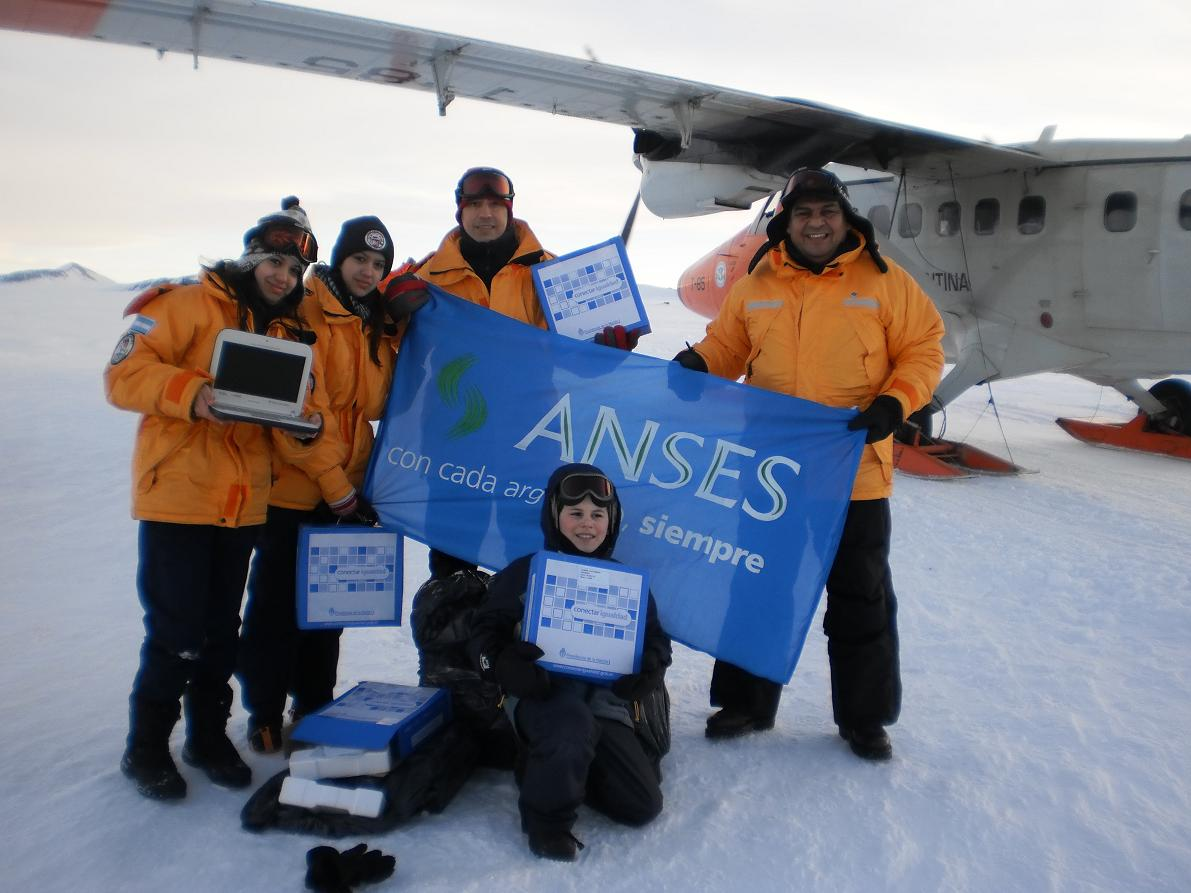
Alumnos y docentes de la Escuela Provincial N.° 38 Raúl Ricardo Alfonsín de la Base Esperanza en 2011.

En esta provincia, y más precisamente en la Base Esperanza de la Antártida, nació Emilio Marcos Palma el 7 de enero de 1978. Fue la primera persona nacida en el continente antártico y su nacimiento es el más austral que se registra en la historia. También es el único hombre de quien se sabe que nació por primera vez en un continente. Por tales motivos, está registrado en el Libro Guinness de Récords. María de las Nieves Delgado fue la primera niña antártica, nacida en la Base Esperanza el 27 de marzo de 1978. El 21 de septiembre de 1979 nació Rubén Eduardo De Carli y el 11 de octubre de 1979 Francisco Javier Sosa, tercero y cuarto niño respectivamente. En 1980 el fortín mostró nuevas instalaciones y su ampliación permitió el alojamiento de 14 familias con 17 niños. El 14 de enero de 1980 se cumplió el quinto nacimiento: Silvina Analia Arnouil; el 24 de enero de 1980 nace José Manuel Valladares Solís y el 4 de febrero de 1980 el quinto varón; se trata de Lucas Daniel Posse. María Sol Cosenza nació el 3 de mayo de 1983.
El INDEC reportó en 2022 81 habitantes en el departamento Antártida Argentina, de los cuales 61 eran hombres y 20, mujeres en 3 viviendas.

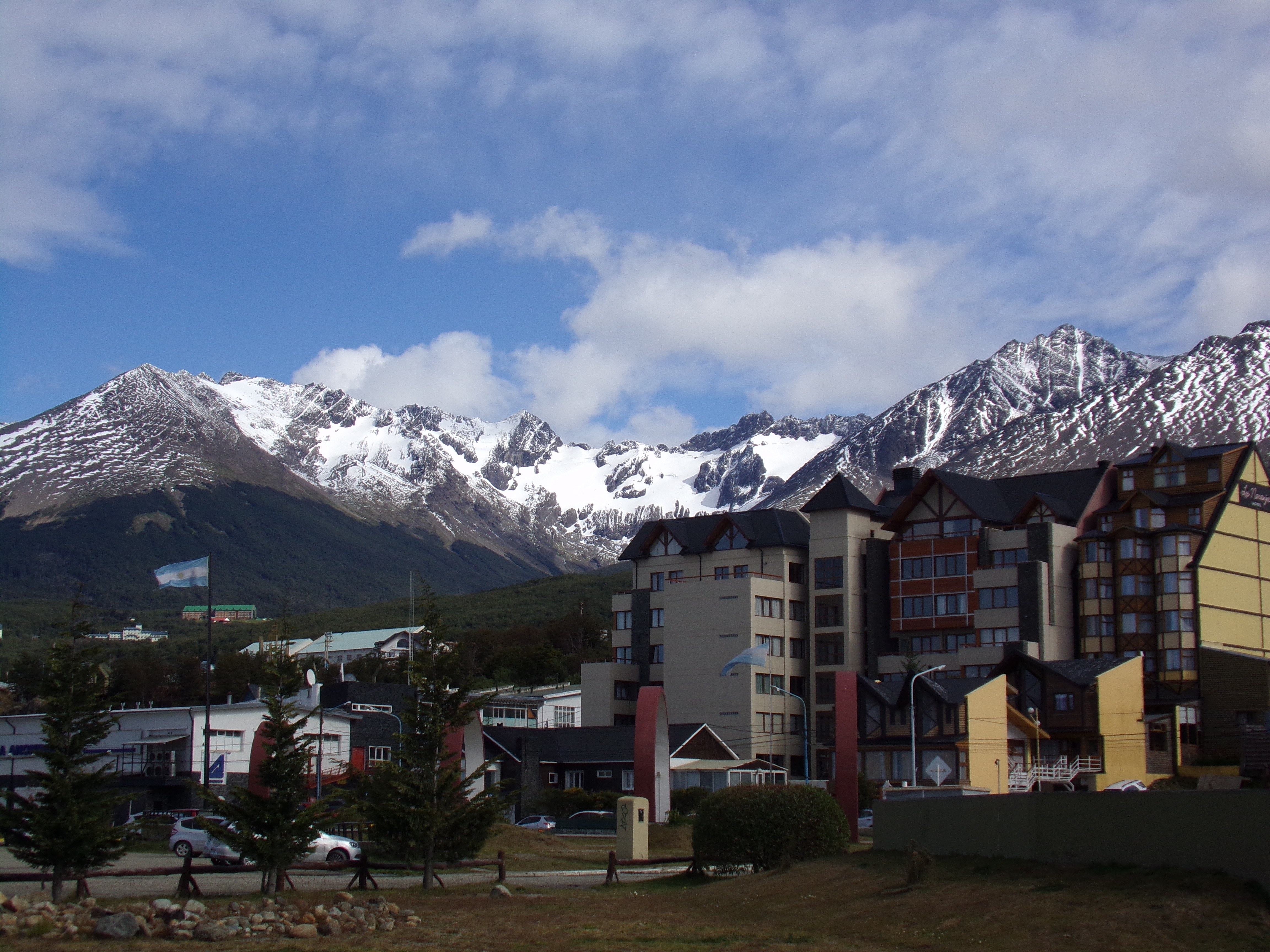
Vista de Ushuaia junto al Glaciar Martial, capital de la provincia
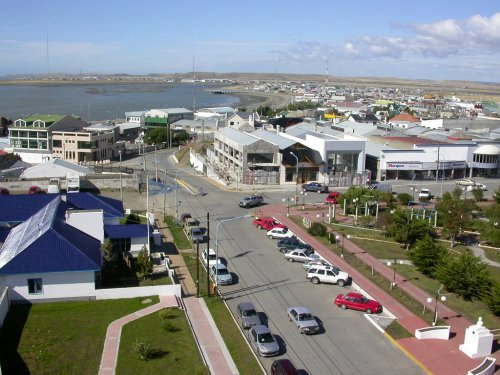
Río Grande, la mayor localidad, en cuanto a su población
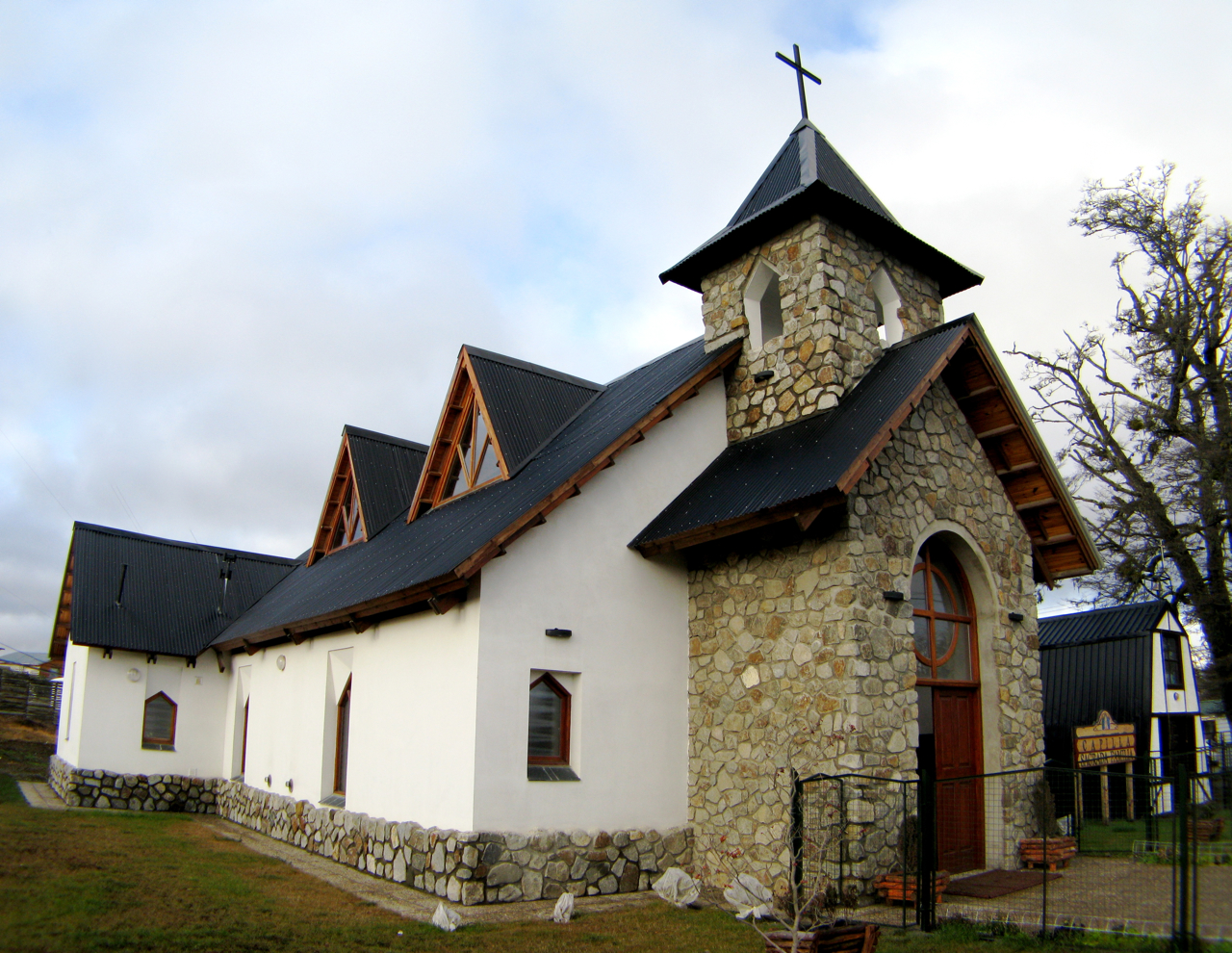
Iglesia en Tolhuin, tercera localidad más importante de la provincia
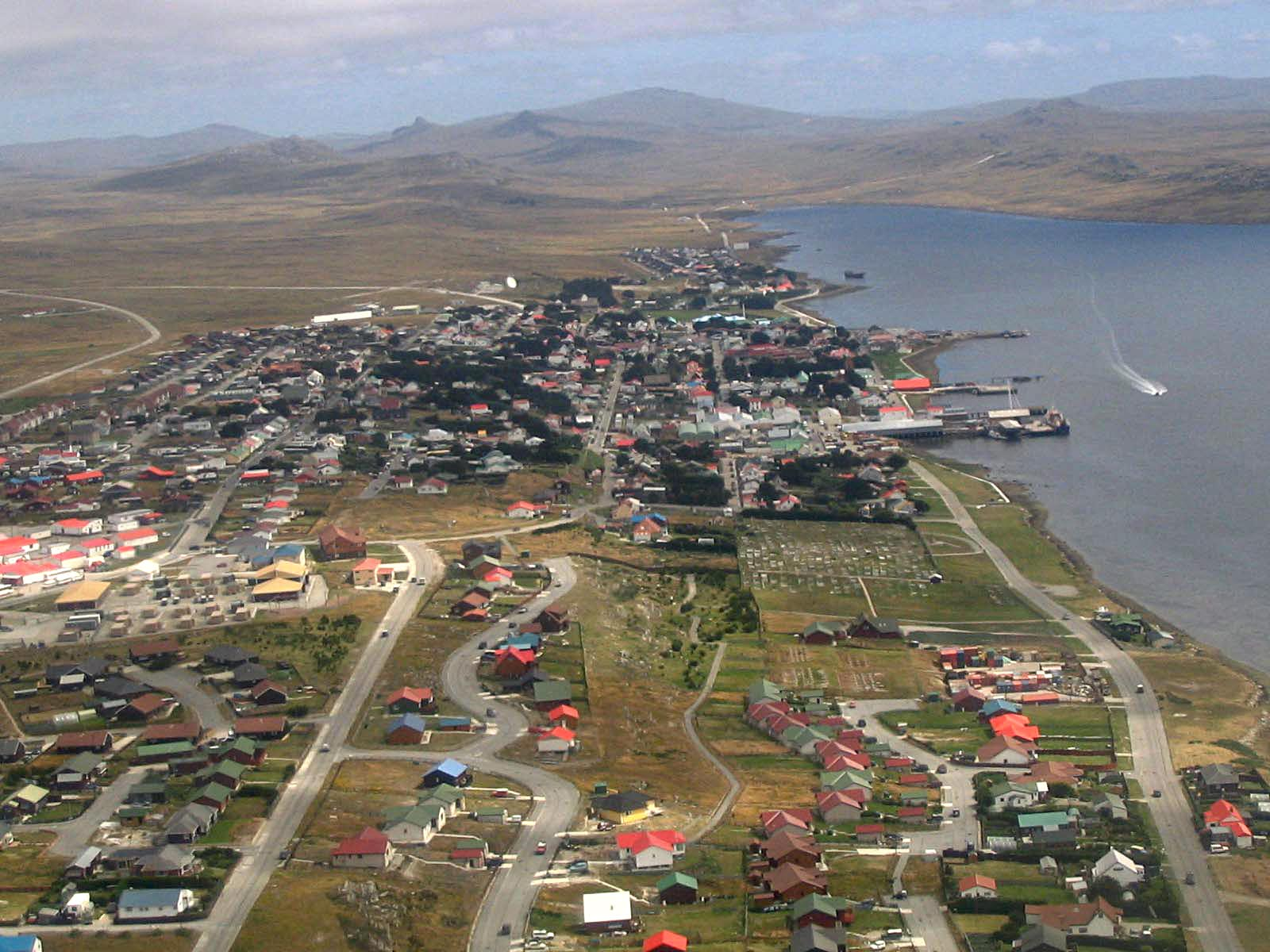
Vista aérea de Puerto Argentino/Stanley, en las islas Malvinas
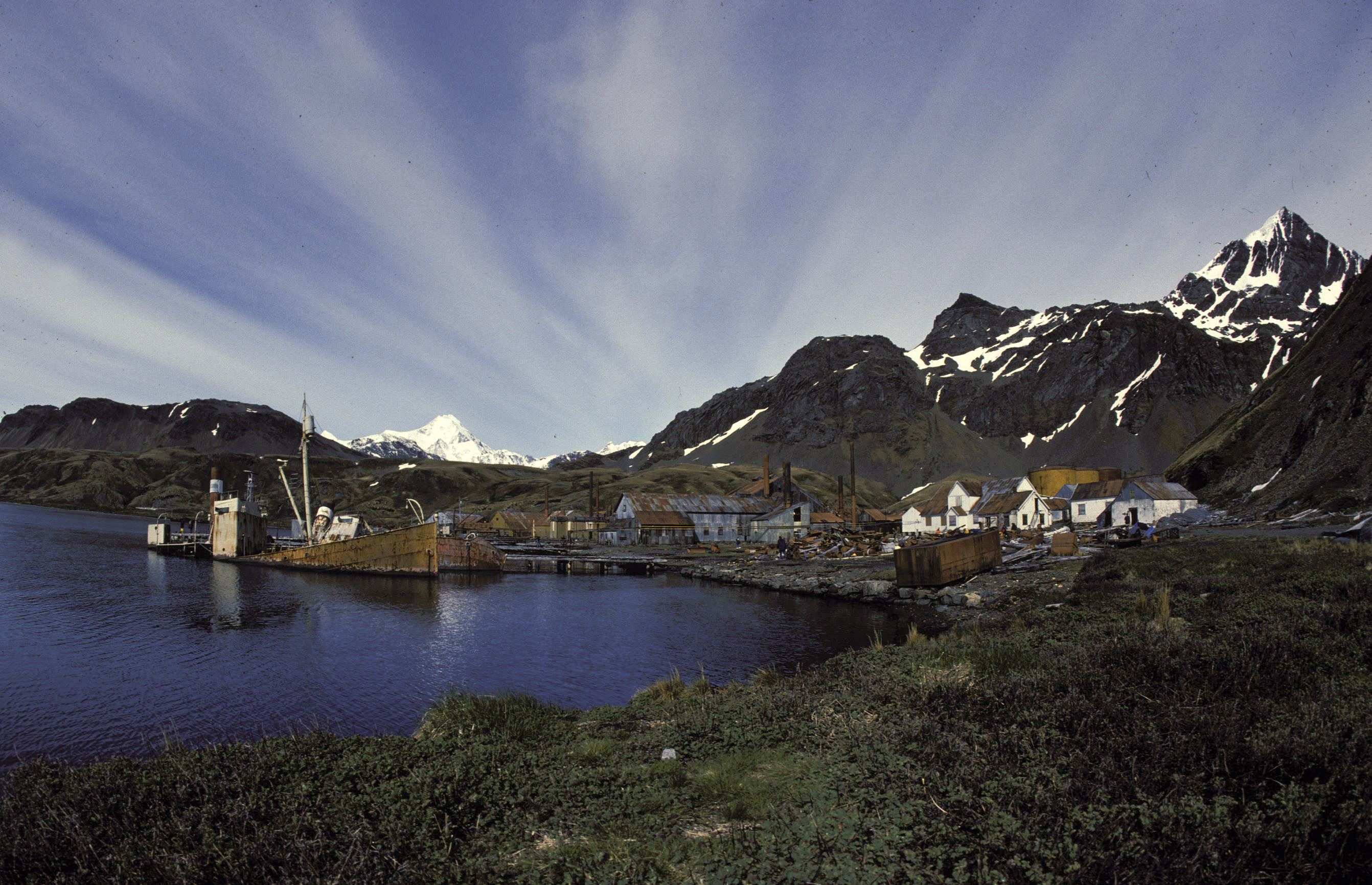
Grytviken, en la Isla San Pedro
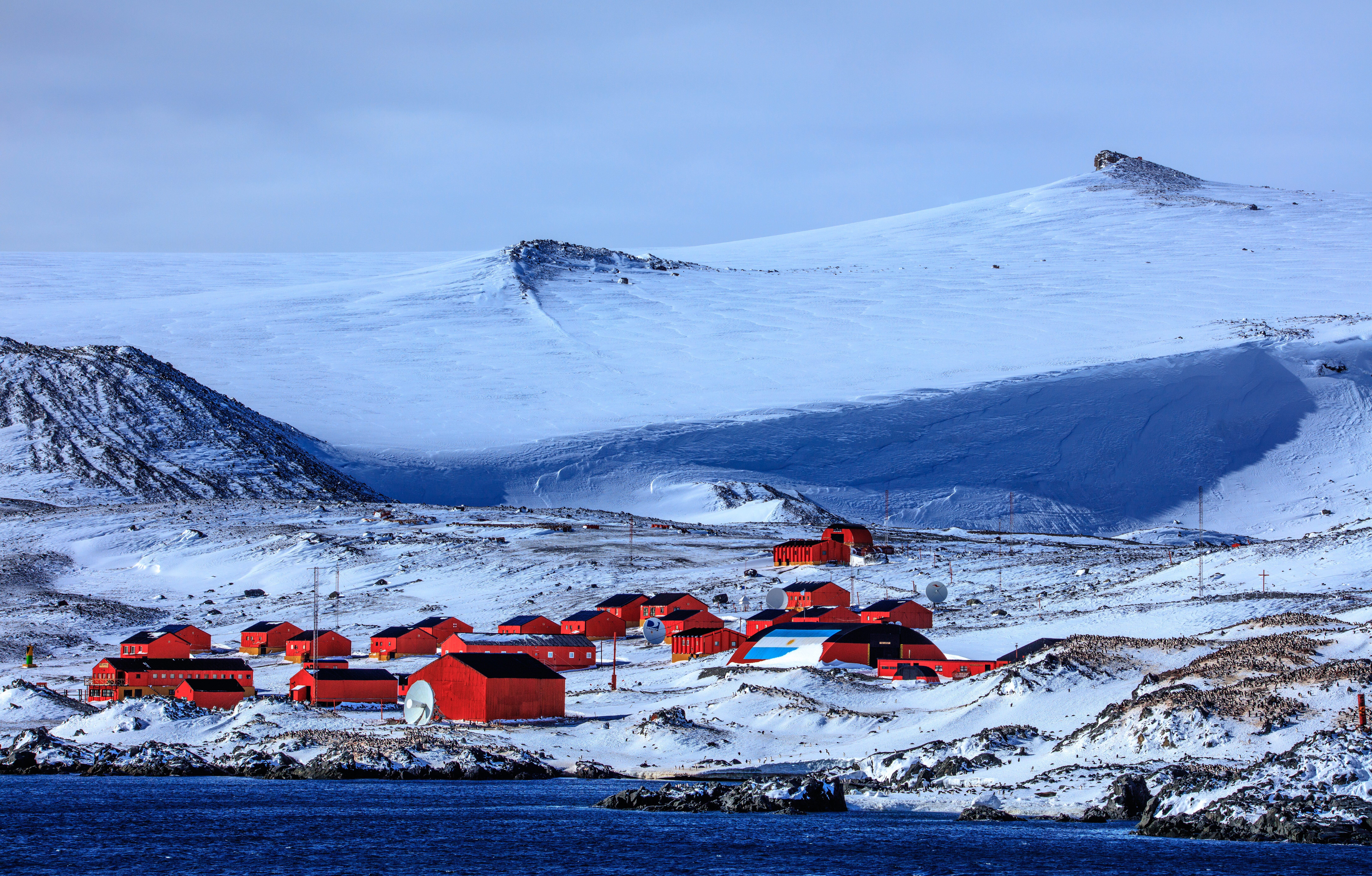
Vista de la Base Esperanza, en la Antártida Argentina

### Censos
- Censo 1895: 477
- Censo 1914: 2 504.
- Censo 1947: 5 045
- Censo 1960: 7 955.
- Censo 1970: 13 434.
- Censo 1980: 27 358.[56]
- Censo 1991: 69 369. Población urbana: 67 303, población rural: 2066.[57]
- Censo 2001: 100 960. Población urbana: 97 991, población rural: 2969.
- Censo 2004: 123 838 habitantes.[58]
- Censo nacional 2010: 127 205 habitantes.[59]
- Censo 2022: 185 732 habitantes.[41]

| Gráfica de evolución demográfica de Tierra del Fuego entre 1895 y |
|                                                                   |

### Localidades
Hay cuatro centros poblacionales principales y varios parajes. Los principales son:
- Ushuaia: capital administrativa de la provincia.[60]
- Río Grande: considerada la «capital económica de la provincia».[61]
- Tolhuin:[62] localidad ubicada sobre la Ruta Nacional 3, a mitad de camino de las anteriores.
- Lago Escondido: localidad cercana a Tolhuin.
- Reclamado: Puerto Argentino: principal centro poblacional de las Islas Malvinas

#### Poblaciones australes
Si no se considera a las instalaciones científicas con población rotativa ubicadas en la Antártida y en las Georgias del Sur, Puerto Almanza es la población permanente más austral de Argentina. A nivel internacional esa latitud es superada por poblaciones chilenas ubicadas en la vecina isla Navarino.

##### Disputa por la denominación "ciudad más austral del mundo"
Ushuaia, con más de 80.000 habitantes y ubicada en la latitud 54°48′57″S, ostenta y utiliza oficial e internacionalmente el eslogan turístico de "ciudad más austral del mundo". Más al sur se encuentran otros poblados, tanto en Argentina como en Chile, pero ninguno supera los 2000 habitantes.
En mayo de 2019, el Instituto Nacional de Estadísticas de Chile modificó la normativa para considerar ciudad a una localidad, a "aquellos centros urbanos con más de 5.000 habitantes, excepto aquellos que cumplan con la característica político-administrativa de capital regional o provincial". Debido a ese cambio conceptual, la localidad de Puerto Williams, capital de la provincia Antártica Chilena, ubicada a 54°56′03″, con 2290 habitantes, pasó a ser considerada administrativamente por Chile como ciudad. A partir de ese momento comenzó a disputar el título de "ciudad más austral del mundo" con Ushuaia, que continúa utilizando ese eslogan de manera oficial.

### Salud
Es uno de los distritos con mayor esperanza de vida del país.
|         | 1990/1992 | 2000/2001 | 2010  |
| ------- | --------- | --------- | ----- |
| Total   | 72,89     | 76,56     | 80,38 |
| Hombres | 69,98     | 74,45     | 76,20 |
| Mujeres | 76,12     | 79,30     | 81,69 |

## Judiciales
El 28 de diciembre de 2009 se celebró el primer matrimonio civil entre personas del mismo sexo de América Latina, en la ciudad de Ushuaia. La ceremonia entre Álex Freyre y José María Di Bello fue posible gracias al decreto 2996/09 emitido por la gobernadora de la provincia Fabiana Ríos, quien acató el fallo de inconstitucionalidad de los artículos 172 y 188 del Código Civil emitido por la Jueza Gabriela Seijas.

## Política

### Autoridades

#### Diputados
La Constitución Argentina en su artículo n.º 45 dice que la cantidad de diputados de cada provincia será de uno por cada treinta y tres mil habitantes o fracción no menor a dieciséis mil quinientos. Los representantes de Tierra del Fuego en la Cámara de Diputados son cinco. En el período 2007-2011: Nélida Belous, Mariel Calchaquí, Rubén Darío Sciuto.
En el período 2009-2013: Rosana Bertone, Liliana Fadul.

#### Senadores
El artículo n.º54 de la Constitución Argentina dice que el Senado se compondrá de tres senadores por cada provincia. Senadores del período que va desde el 10/12/2007 al 09/12/2013: José Carlos Martínez, María Rosa Díaz, Mario Jorge Colazo.

#### Legisladores
La Constitución provincial en sus artículos n.º89 y n.º90 dice que el Poder Legislativo lo ejercerán quince legisladores elegidos en forma directa y que durarán en su cargo cuatro años, pudiendo ser reelectos. Esta cantidad será modificada si la cantidad de habitantes en la provincia supera los ciento cincuenta mil. En ese caso se agregará un cargo de legislador por cada diez mil habitantes, con un límite de veinticinco cargos en total.

#### Intendentes
El artículo n.º180 de la Constitución provincial dice que los municipios se rigen por la Ley Orgánica de Municipalidades:
- Departamento legislativo: a cargo del Concejo Deliberante compuesto por siete miembros, que durarán cuatro años en sus funciones, pudiendo ser reelectos.
- Departamento ejecutivo: a cargo de un Intendente que durará cuatro años en su cargo y podrá ser reelecto por un solo período consecutivo.[76]

### División administrativa

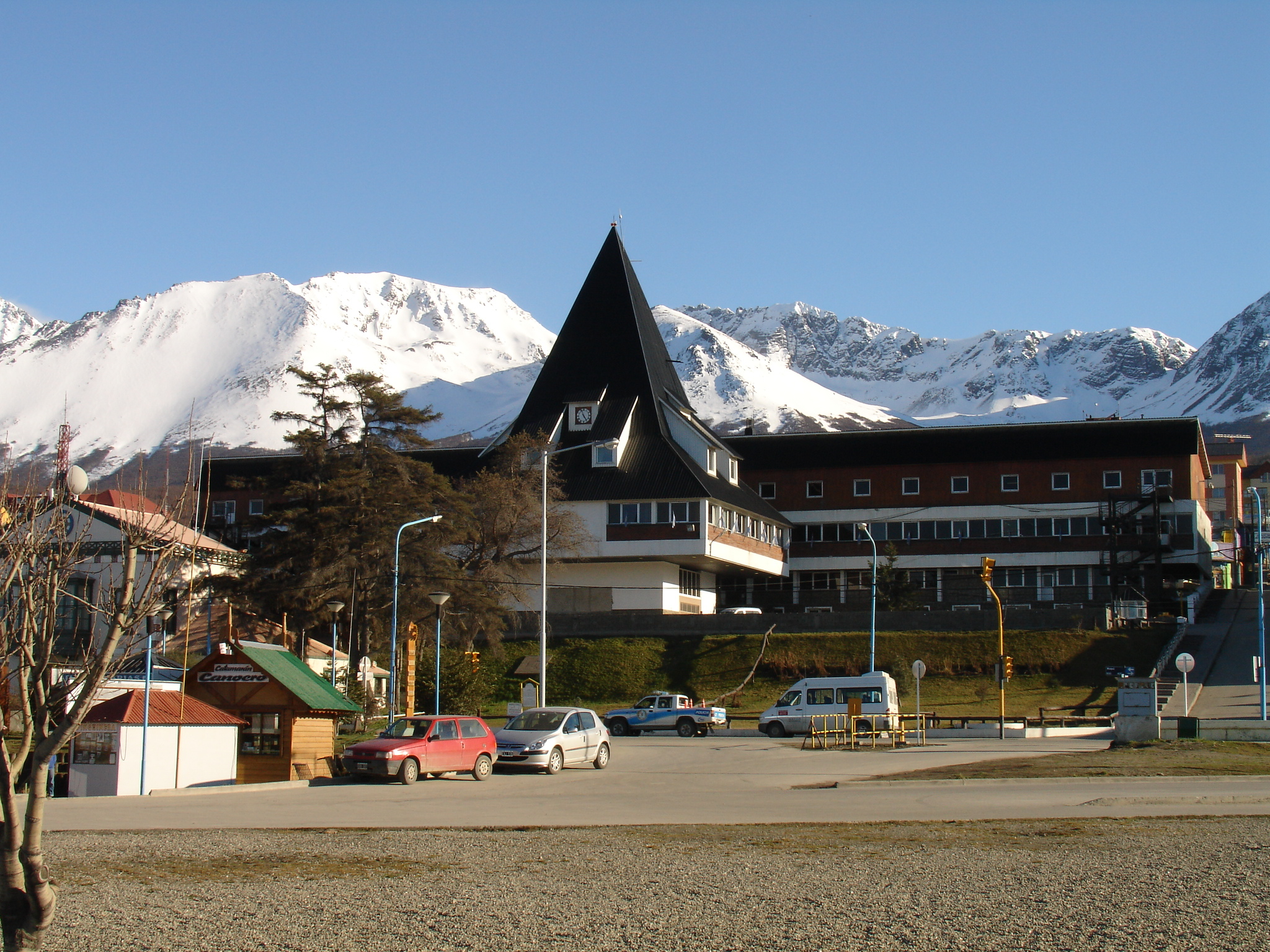
Edificio de la Gobernación de la provincia en la ciudad de Ushuaia, con arquitectura típica de la zona.

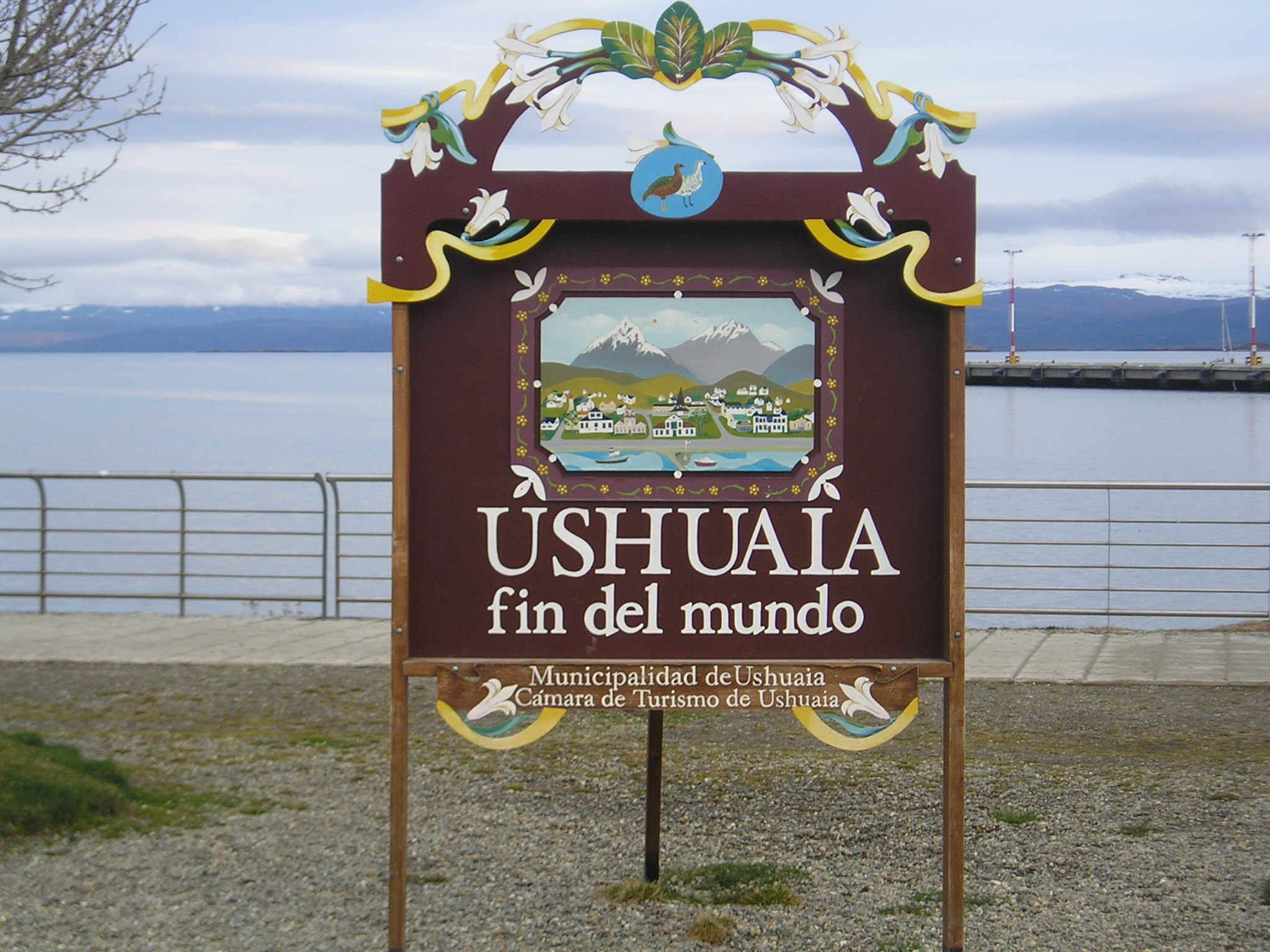
Ushuaia es considerada internacionalmente como la ciudad más austral del planeta, y se la conoce como el Fin del Mundo.

La provincia se encuentra dividida en 5 departamentos y utiliza el sistema de ejidos no colindantes para sus municipios y comunas, por lo que existen territorios no organizados en los espacios entre ellos, pudiendo existir más de un municipio o comuna por departamento. Para un detalle completo de los mismos, véase: Municipios de Tierra del Fuego, Antártida e Islas del Atlántico Sur.
Los departamentos son:
- Departamento Antártida Argentina: abarca la totalidad de la Antártida Argentina.
- Departamento Islas del Atlántico Sur: conformado por las islas Malvinas y los archipiélagos agrupados con el nombre de Antillas del Sur Subantárticas.[77]
- Departamento Río Grande: ubicado en el sector noreste de la isla Grande de Tierra del Fuego.
- Departamento Ushuaia: comprende el sector sur de la parte argentina de la isla Grande de Tierra del Fuego.
- Departamento Tolhuin: comprende el sector centro de la parte argentina de la isla Grande de Tierra del Fuego.

El límite con la provincia de Santa Cruz en el área marítima al este de la boca oriental del estrecho de Magallanes no se halla delimitado, pero sí existe un acuerdo para repartir las regalías del petróleo y gas natural extraídos allí.

## Ciencia y tecnología
En la ciudad de Ushuaia se encuentra ubicado el Centro Austral de Investigaciones Científicas (CADIC), es un centro regional multidisciplinario dependiente del Conicet. Hoy en CADIC se desarrollan investigaciones científicas en distintas áreas: Biología, Arqueología, Agro-Forestales, Ciencias de la Tierra, del Agua y de la Atmósfera. Del CADIC depende también la estación astronómica Río Grande, en la que se realizan investigaciones conjuntas con la Facultad de Ciencias Astronómicas y Geofísicas (FCAG) de la Universidad Nacional de La Plata (UNLP).
En cercanías de la ciudad de Tolhuin, sobre la ruta provincial N.º 23 kilómetro 5.5, se encuentra la estación Terrena Tierra del Fuego que es una estación terrena perteneciente a la CONAE. Su función principal será el seguimiento y control del lanzador Tronador, junto al control y bajada de datos de satélites, al igual que estación Terrena Córdoba.

## Medios de comunicación
En Ushuaia, la capital de la provincia de Tierra del Fuego, existen diversos medios de comunicación que informan y entretienen a la comunidad local. A continuación, se mencionan algunos de los principales periódicos, canales de televisión y estaciones de radio de la región: TV Pública Fueguina, TDF Isla Digital, La Voz TDF, LRA 10 Radio Nacional Ushuaia e Islas Malvinas, FM Fuego 90.1, La 97 Radio Fueguina, y FM Aire Libre 96.3.

## Economía
La Economía de la provincia de Tierra del Fuego AIAS representa un poco más del 1% del PBI de la Argentina llegando así a 2 795 280 000 U$S (teniendo en cuenta que el PBI nominal de la Argentina estimado en 2008 ronda los 279 528 000 000 millones de U$S). Sus exportaciones contribuyeron en 2004 con 189 100 000 de dólares y es hasta ahora, una de las más diversificadas en el país austral.

### Sector primario
En la estructura de sus exportaciones, los combustibles y energía representan el 67% y las manufacturas de origen industrial un 33 %. Las manufacturas de origen agropecuario y productos primarios carecen de significación. El principal destino de las exportaciones es Chile (46 %), siguiéndole Brasil (26 %), Estados Unidos (15 %) y China (8 %). El resto (8 %) se distribuye entre varios países.

### Hidrocarburos
En 2004 la provincia extrajo el 3 % de la producción nacional de petróleo, que es enviado a las destilerías del continente por vía marítima. En el caso de la producción de gas natural, se produce el 11 % de la producción nacional. El gas producido se transporta a través de un gasoducto que se conecta con las redes nacionales del país, y también es exportado a Chile. La mayor producción de hidrocarburos se concentra en los yacimientos Hydra y Aries, costa afuera, y costa adentro en adyacencias de la bahía San Sebastián. Las estimaciones del año 2009 indicaban reservas probadas de petróleo algo superiores a 5000 metros cúbicos y 40 000 millones de metros cúbicos de gas.
La producción de hidrocarburos se obtiene de la cuenca Austral, la cual se extiende desde el NO de la provincia de Santa Cruz hasta la plataforma continental de Tierra del Fuego, y es una de las mayores productoras de gas del país. Parte de esta cuenca se extiende a territorio que en el siglo XX fue adjudicado a Chile. En las aguas que entornan a las Islas Malvinas se han encontrado grandes yacimientos de hidrocarburos como el petróleo.

#### Pesca
Es uno de los pilares de la economía de la provincia. En el 2004 Tierra del Fuego AIAS produjo el 10% de las capturas totales del país, siendo muy importantes en la zona costera de la Isla Grande de Tierra del Fuego las pesquerías de corvinas, centollas y centollón entre otros enormes recursos marítimos que se extienden, como el kril por las aguas del océano Glacial Antártico hasta las extensas costas de la misma Antártida Argentina.

### Ganadería
También la ganadería es muy importante: es una zona de ganado ovino, uno de los principales recursos es la cría de ovejas, con predominio de la raza corriedale. Se utiliza no solamente la lana, sino que se comercializa la carne en mataderos y frigoríficos, además de la venta del cuero.

### Sector secundario

#### Industria

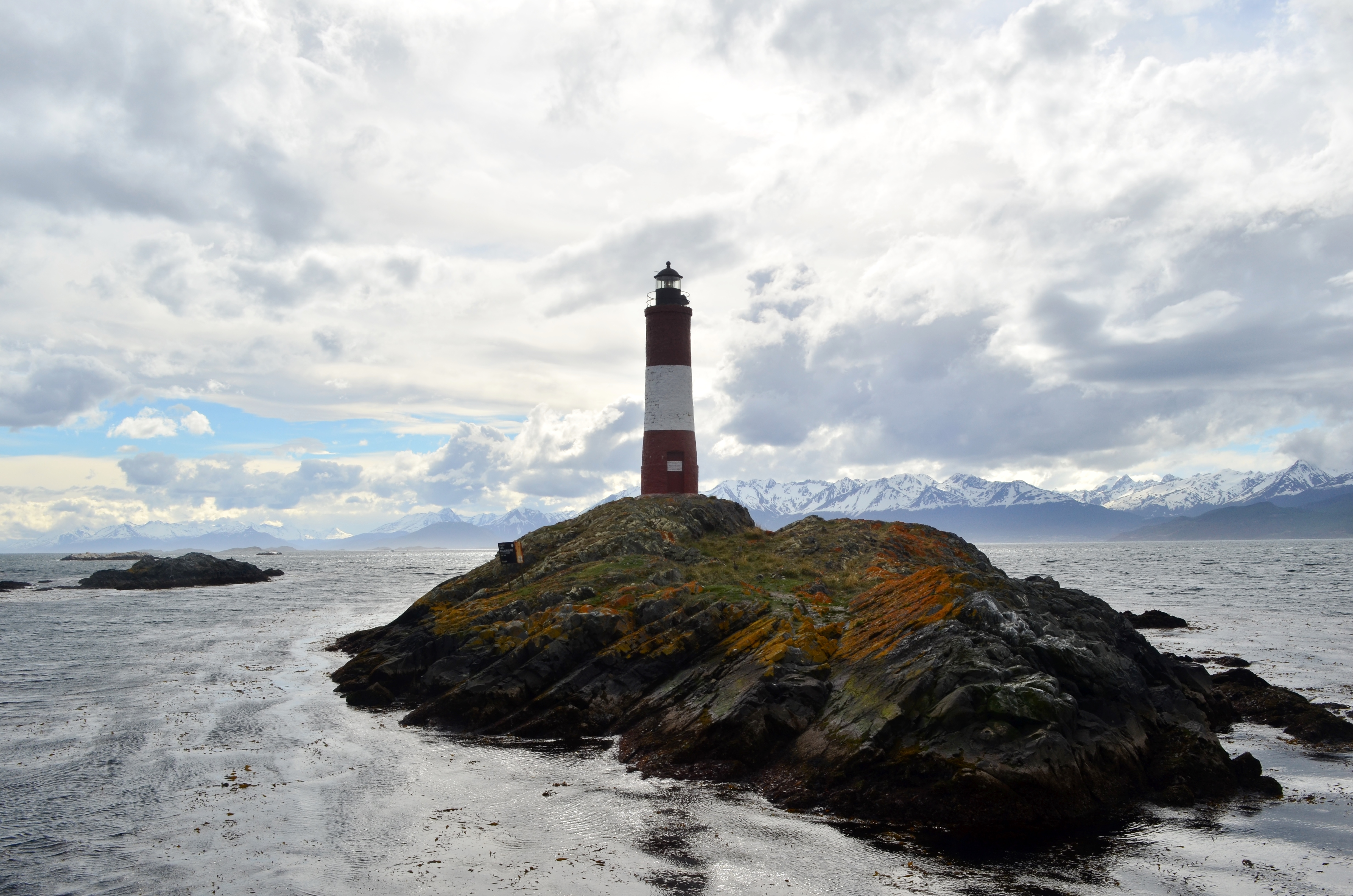
El Faro Les Éclaireurs de los Islotes Les Éclaireurs, es una atracción turística comúnmente confundida con Faro del Fin del Mundo, que se ubica en la Isla de los Estados.

Se desarrolla al amparo de una ley nacional que estableció un régimen especial fiscal y aduanero (Ley: 19640, régimen de promoción industrial). Esta industria se vincula más que nada a los electrodomésticos, cuya producción está destinada al mercado interno (puede presentar altibajos ya que depende del nivel de consumo del mercado doméstico), posicionándose entre las 5 industrias electrodomésticas provinciales más grandes de la Argentina. La sanción de la ley 26539 otorga un impulso estructural al desarrollo económico- industrial de la región, siendo ello un complemento necesario para compensar los costes económicos de producción en todo su espectro, dados entre otras cosas, por la lejanía que existe entre los centros industriales históricos de la Argentina con esta zona austral. En los últimos años la producción de notebooks y netbooks aumentó 200 por ciento, al pasar de 208.394 en el primer semestre de 2012 a 624.512 unidades. Entre los principales artículos, también se registraron aumentos en decodificadores (120%), cámaras fotográficas (50%) y equipos de aire acondicionado industriales (63%) y hogareños (34%). Además, en la isla comenzaron a producirse electrónicos que hasta el año pasado se importaban, como las tabletas.

### Sector terciario

#### Turismo

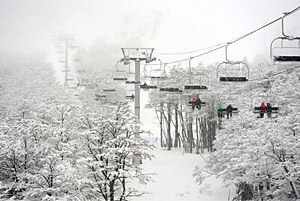
Cerro Castor es el centro de esquí más largo de la Argentina, y sus pistas pueden ser usadas varios meses al año, debido al frío clima de la región.

El paisaje fueguino (montañas, glaciares, bosques, ríos con rápidos y cascadas, canales, islas, centros de deportes nivales invernales) y su historia hacen de Tierra del Fuego un polo turístico de relevancia internacional. La oferta turística se centra principalmente en la ciudad de Ushuaia y alrededores. En 2004 se produjeron alrededor de 195 303 visitas a Ushuaia. El turismo internacional representa un 60% aproximadamente del total y se orienta en gran medida a la Antártida, el restante 40% es turismo nacional que llega principalmente de Buenos Aires.
Entre los atractivos turísticos se destacan:
- Parque nacional Tierra del Fuego.
- Museo del Fin del Mundo, ubicado en el exedificio del Banco Nación.
- Museo del Antiguo Presidio
- Cerro Castor, el centro de esquí más austral del mundo

Otro de los atractivos de la zona es el Faro Les Éclaireurs, que habitualmente es llamado el Faro del Fin del Mundo, por aquel nombrado en la obra de Julio Verne, aunque al que se refería el escritor, verdaderamente, se encuentra en la isla de los Estados, también perteneciente a esta provincia.

## Transportes

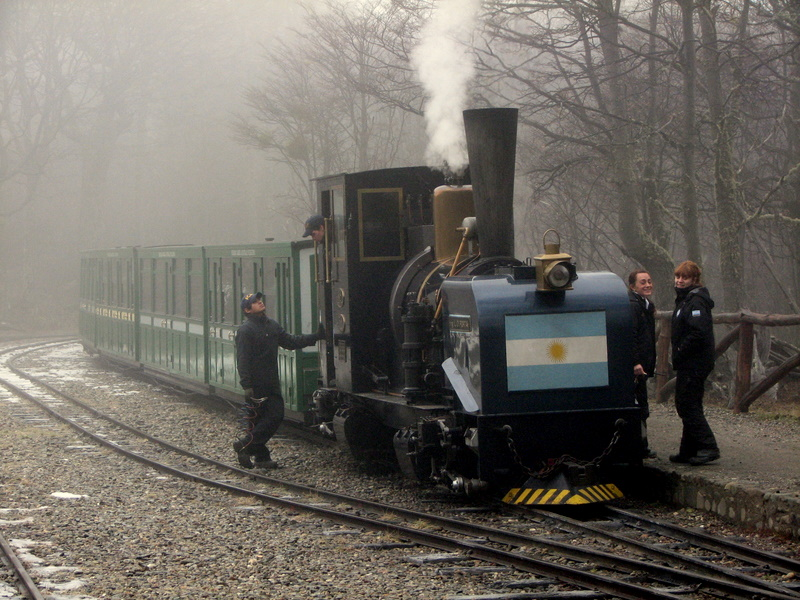
El Tren del Fin del Mundo, originalmente construido para servir a la prisión de Ushuaia y ahora operando para el turismo, es el tren más austral del mundo en funcionamiento.

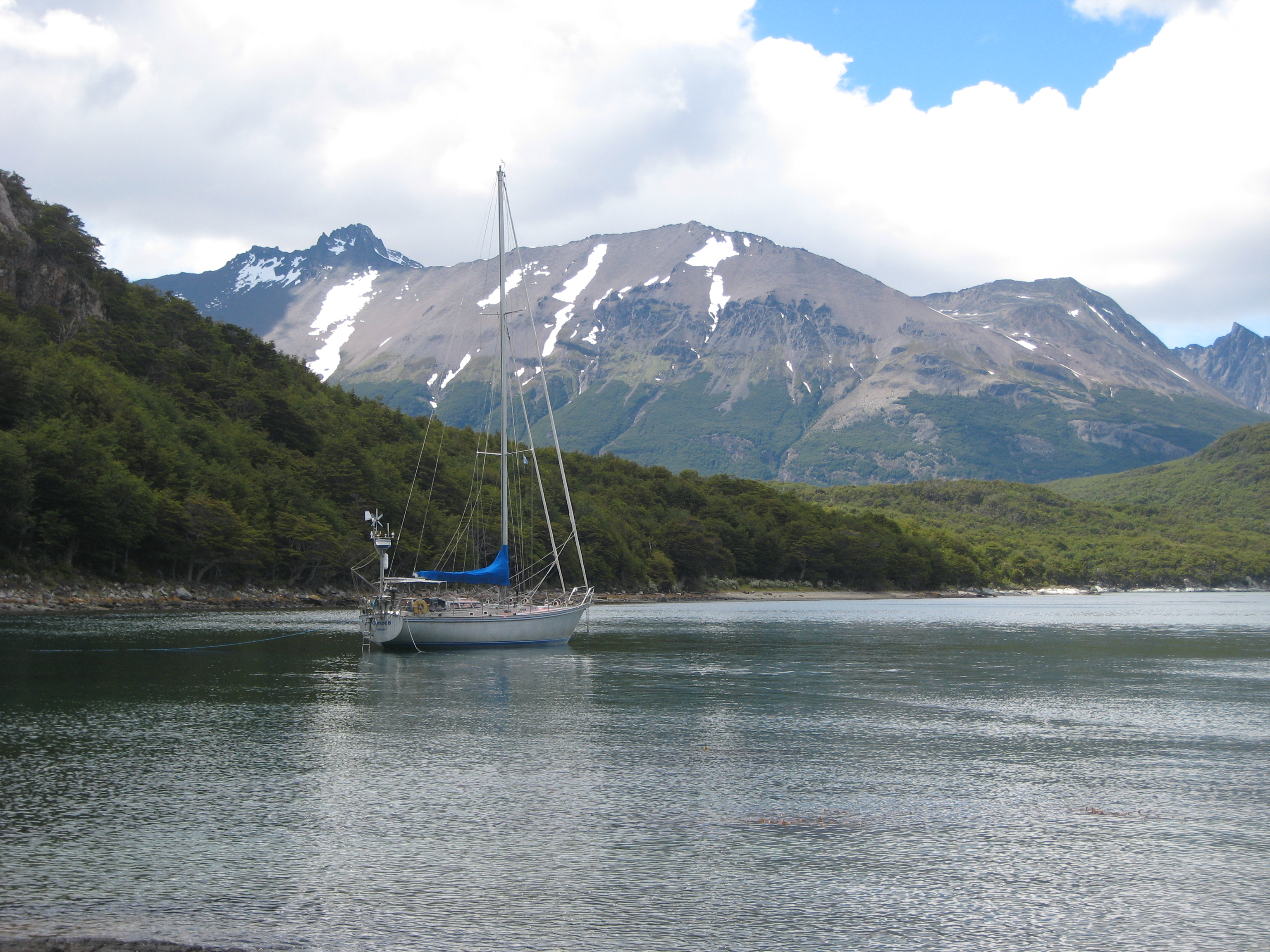
Embarcación navegando en el Canal Beagle en Ushuaia.

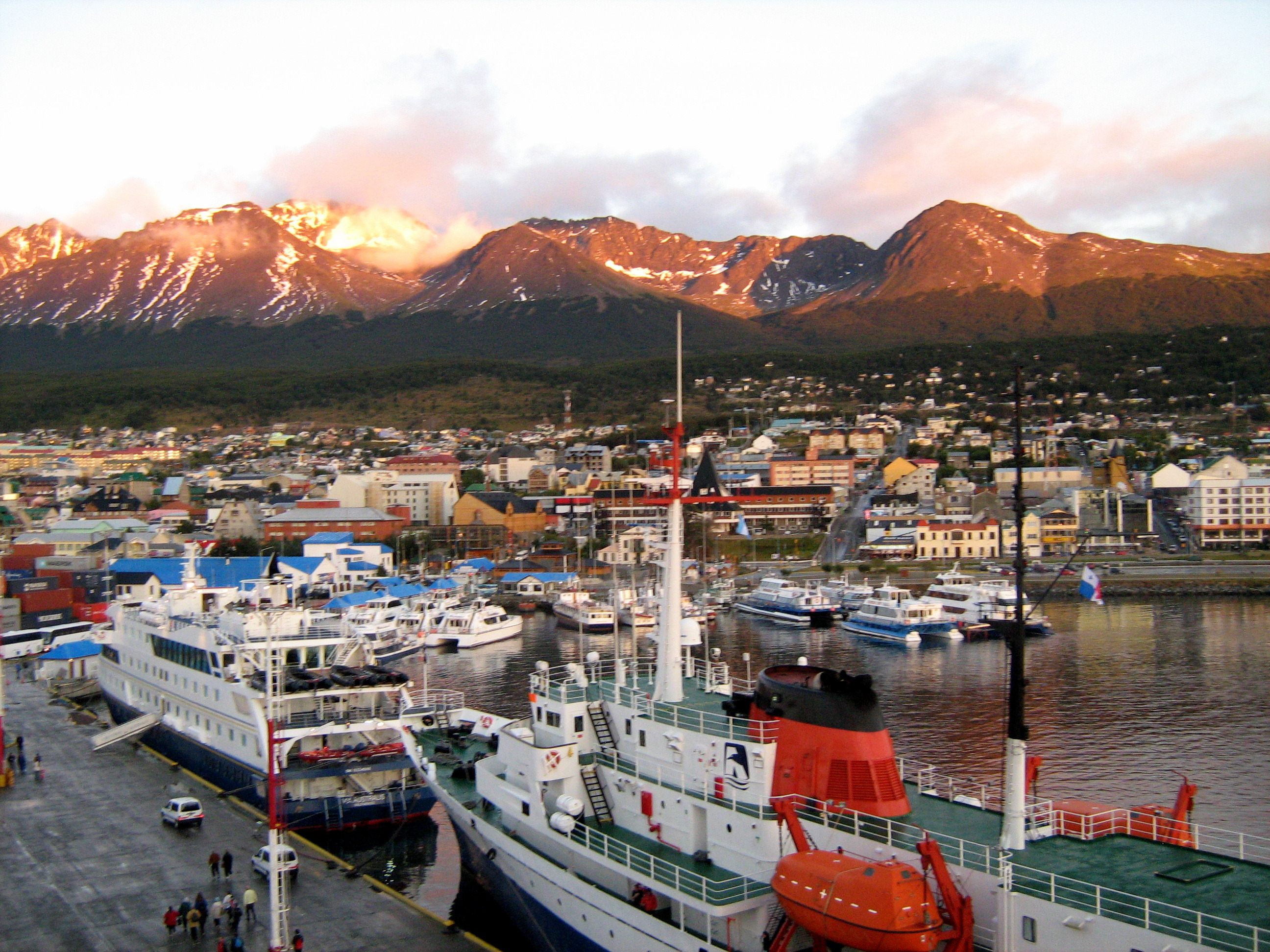
Puerto de Ushuaia.

### Terrestre
La vía de comunicación entre las localidades principales es la ruta nacional n.º 3. Existen servicios de transporte privado que unen Ushuaia con Río Grande, pasando por Tolhuin, con salidas diarias y con frecuencia horaria amplia. Para acceder a la parte continental del país hay que transitar por territorio chileno unos 150 km, cruzando además el estrecho de Magallanes en barcaza (ferry).

### Marítimo
- Puerto de Ushuaia: arriban buques de transporte naval, barcos comerciales y cruceros turísticos. Es el puerto de Argentina más cercano a la Antártida.
- Puerto de Río Grande, con violentas corrientes. Se encuentra en construcción el puerto Caleta La Misión en las cercanías de la ciudad.
- Puerto petrolero de San Sebastián.

### Aéreo
- Aeropuerto Internacional de Ushuaia «Malvinas Argentinas»

- Aeropuerto Internacional de Río Grande «Gobernador Ramón Trejo Noel»

- Aeropuerto Gustavo Marambio

- Aeroclub Ushuaia.[86]

Club para pilotos. Ofrece vuelos de bautismo y cursos para obtener el título «piloto privado», «VFR controlado», «Vuelo nocturno», «piloto comercial», «piloto comercial de primera».
- Aeroclub Río Grande.[87]

Club para pilotos. Ofrece cursos de vuelo para obtener la licencia de «piloto privado de avión con habilitación VFR».

## Cultura

### Festividades y eventos
- 26 de abril: Día de la Provincialización de Tierra del Fuego, Antártida e Islas del Atlántico Sur (aniversario del día de creación de la Provincia 23° por el Congreso Nacional.[88]
- 1° de junio: Día de la Provincia de Tierra del Fuego, Antártida e Islas del Atlántico Sur (aniversario de la jura de la Constitución provincial).
- 11 de julio: Aniversario de Río Grande.
- 21 de septiembre: Día provincial de los trabajadores de la sanidad”.
- 21 de Junio: Fiesta Nacional de la Noche más Larga
- 5 de octubre: Día provincial del trabajador vial.
- 12 de octubre: Aniversario de Ushuaia.
- 9 de octubre: Aniversario de Tolhuin.
- 11 de octubre: Día Nacional de la Patagonia.
- 6 de noviembre: Día provincial del trabajador bancario.
- 25 de noviembre: Día del indígena fueguino.
- Tanto en Ushuaia como en Río Grande todos los años se organiza la cena de los antiguos pobladores, para agasajar a aquellos que contribuyeron al crecimiento de las ciudades en épocas más difíciles.

### Museos

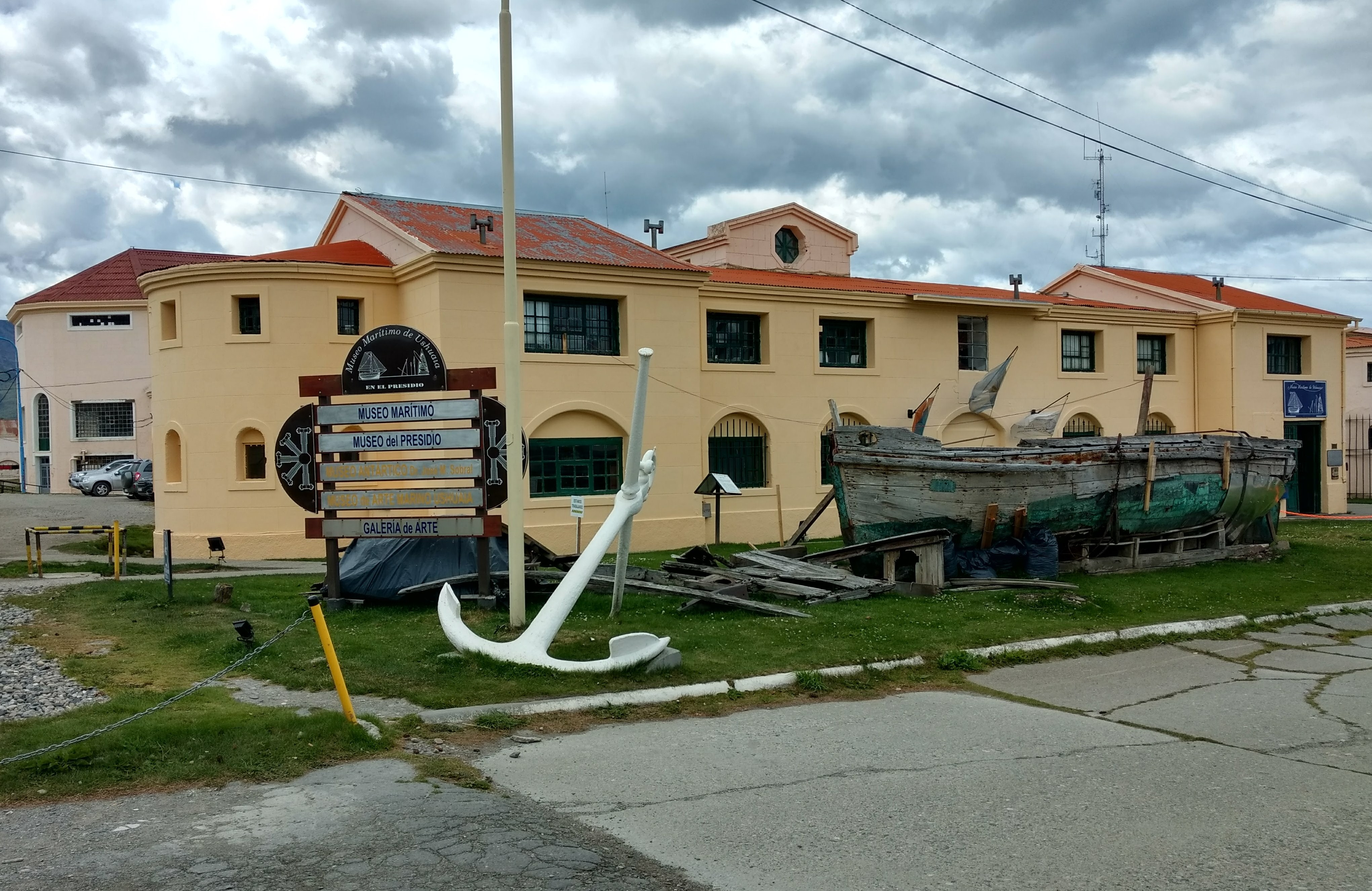
Museo Marítimo de Ushuaia.

- Museo Marítimo de Ushuaia (Ex-Presidio)[89] - Ushuaia: Inaugurado en 1998. El edificio fue declarado Monumento Histórico Nacional por ley del Congreso de la Nación en abril de 1997.
- Museo del Fin del Mundo[90] - Ushuaia: Inaugurado el 18 de mayo de 1979.
- Museo Yámana[91] - Ushuaia.
- Museo histórico y de ciencias naturales de la Misión Salesiana[92] - Río Grande.
- Museo Acatushun - Estancia Harberton: Museo de aves y mamíferos marinos australes. Se halla ubicado a 85 km al este de Ushuaia. Inaugurado el 10 de marzo de 2001.
- Museo de la ciudad Virginia Choquintel[93] - Río Grande.
- Museo Fueguino de Arte - Río Grande.[94]

### Instalaciones culturales
- Escuela provincial N.º 38 Raúl Ricardo Alfonsín en el departamento Antártida Argentina.
- Casa de la Cultura Enriqueta Gastelumendi, en Ushuaia.
- Casa de la Cultura Río Grande, en Río Grande.
- Antigua Casa Beban, en el paseo de los Viejos Pobladores, en Ushuaia.[95]
- Antigua Casa de Gobierno.
- Paseo Artesanal, Ushuaia.
- Asociación Actuar (PJ n.º532) Teatro, mimo, títeres, danza, en Ushuaia.
- Biblioteca Popular Sarmiento, en Ushuaia.
- Centro cultural Almafuerte, en Ushuaia.
- Galería de Arte del Museo Marítimo de Ushuaia.
- Bosque Yatana Fundación Cultivar: Arte y culturas nativas en un bosque joven de lenga ubicado en el centro de Ushuaia.
- Paseo de los Artesanos, en Río Grande.
- Centro cultural municipal Leandro N. Alem, en Río Grande.

### Raíces
La toponimia de Tierra del Fuego es rica en vocablos aborígenes, sin embargo, a lo largo de la historia muchos de ellos fueron cambiados por otros nombres, ya sea apellidos de exploradores, misioneros, presidentes, etc. Hay interés en recuperar los topónimos originales, por ejemplo:
- El lago Fagnano, llamado así en homenaje al misionero José Fagnano era antiguamente el lago Cami (o Khami) que significa ‘agua grande’. Se lo denomina de ambas maneras, con preferencia por el primero.
- El lago Roca tuvo un nombre aborigen, Acigami, que en idioma yagán significa ‘cesto alargado’.
- El río MacLennan, que originalmente se llamaba Cauchicol (el nombre de un cacique selknam).
- La punta Popper, en Río Grande, era Honte Pakar, el nombre de otro cacique selknam.

## Deporte
En 1985, el Club Atlético Río Grande fue el primer club del por entonces Territorio Nacional en competir en la Asociación del Fútbol Argentino, al participar del Torneo Regional. En 2011, el club Real Madrid fue el primero y, al momento, el único en disputar la Copa Argentina. Actualmente, los 3 mejores clubes de las 2 ligas de la provincia clasifican al Torneo Regional Federal Amateur, cuarta división del fútbol argentino.
Es una de las provincias que menos ha recibido las influencias culturales presentes en los deportes más populares en toda la Argentina, que son el fútbol, el básquet, el rugby y el tenis. Se practican mayoritariamente el hockey, el automovilismo y los deportes de gran atletismo. El más importante es el fútbol sala o Futsal, que también es el más popular en la provincia.
Algunas de estas causas pueden ser la baja inmigración al sur comparándose con los centros de recibimiento de migraciones internas o externas (bajo porcentaje de habitantes nacidos fuera del territorio provincial); baja población (hay poco más de 150 000 personas según lo dice el censo de 2010), y el aislamiento en distintos aspectos; entre otras cosas. [cita requerida]

### Instalaciones deportivas
En Ushuaia:
- Complejo deportivo municipal Augusto Lasserre: con cancha de fútbol de césped sintético, pista de atletismo, cancha de rugby.
- Club Colegio del Sur.
- Ushuaia Rugby Club.

### Eventos deportivos
- Gran Premio de la Hermandad Argentino-Chilena: competencia automovilística que se disputa todos los años y cuya largada se alterna entre la ciudad de Río Grande y Porvenir (Chile). Declarado patrimonio cultural y deportivo a nivel provincial.[96]
- Copa Fin del Mundo Archivado el 1 de octubre de 2016 en Wayback Machine.:[97] Es un campeonato de hockey sobre hielo que se realiza anualmente en el mes de julio en la pista municipal de medidas olímpicas «Carlos Tachuela Oyarzún», situada en la ciudad de Ushuaia. Participan varios equipos de distintas provincias, clubes y categorías; así como también equipos internacionales, a partir de la IX edición (2013). Organizado por la Federación Argentina de Hockey sobre Hielo (FAHH).[98]